# Collezione Orsini

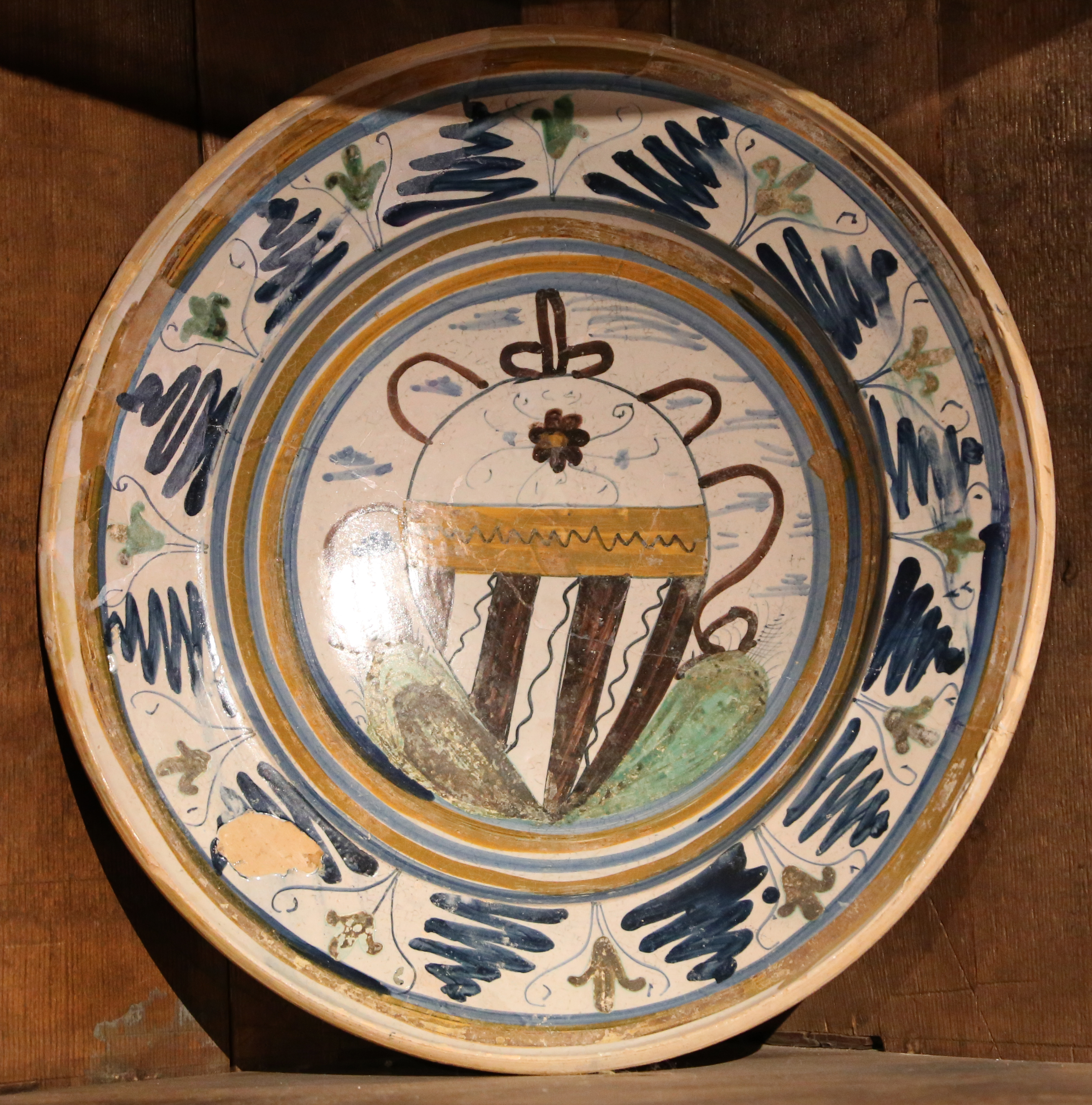
Stemma del casato Orsini

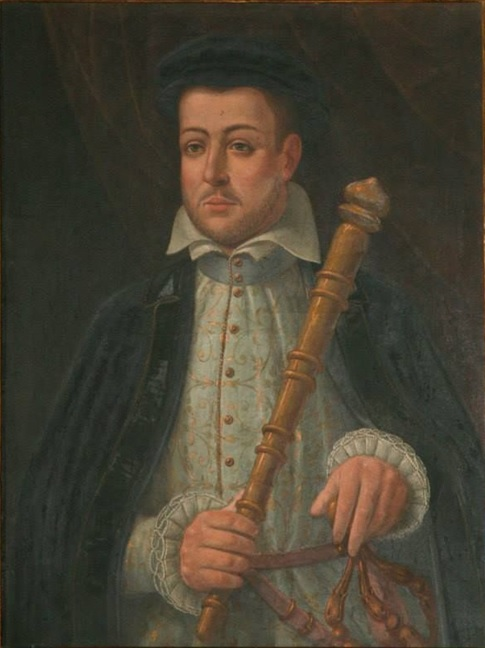
Anonimo, Ritratto di Paolo Giordano I Orsini, castello Orsini Odescalchi, Bracciano

La collezione Orsini è stata una collezione d'arte nata a Roma nel XVI secolo e appartenuta all'omonima famiglia romana.
Seppur il casato annovera tra i suoi successi ben tre papi (Celestino III, eletto nel 1191, Niccolò III, eletto nel 1287 e Benedetto XIII nel 1724) la collezione non è frutto del mecenatismo pontificio o di cardinali nipoti, ma bensì di quello di esponenti aristocratici della famiglia, su tutti Paolo Giordano I e la sua linea di discendenza del ramo di Bracciano fino ai fratelli Virginio (cardinale), Flavio e il principe Lelio Orsini, ultimi eredi della raccolta.
Estintasi la linea familiare già sul finire del Seicento, la collezione fu frammentata e dispersa in svariate raccolte europee.

## Storia

### Origini familiari
La famiglia Orsini è stata una delle più importanti di Roma già a partire dalla fine del XII secolo, poi fiorita nel corso dei secoli tramite linee familiari ramificate in tutta l'Italia centrale fin anche nel Regno di Napoli.
Come fu per altri casati nobiliari, la grande espansione territoriale ed economica avviene con l’elezione a pontefice di un membro della famiglia. Con le nomine di Celestino III nel 1191 e Niccolò III nel 1287 viene infatti garantita l'acquisizione di titoli, prestigi e proprietà tra Roma, sul Monte Giordano (dove si costituisce un complesso edilizio in cui si stanziano le linee familiari di Pitigliano, Bracciano e Monterotondo), in Campo de' Fiori, castel Sant’Angelo e in piazza Navona, e i feudi alle porte della città pontificia dislocati tra il Lazio e la Toscana, come Pitigliano, Bracciano, Bomarzo, Soriano nel Cimino, Mugnano in Teverina, Monterotondo, Vicovaro, Tagliacozzo, Palo Laziale, Sant'Angelo Romano, Nerola, San Polo dei Cavalieri, Massa d'Albe, Fiano Romano e Morlupo. Dal 1436 si sviluppa un ramo familiare nel Regno di Napoli, dove comunque il nucleo originario della famiglia già aveva feudi ad Avezzano e in altri luoghi dell'Abruzzo, quello di Gravina di Puglia, i cui successi permettono al casato di avere un ruolo dominante nella città partenopea e un nuovo pontefice a Roma, Benedetto XIII.

Le fortune economiche la famiglia le ottiene nel tempo grazie anche a matrimoni organizzati con altri casati aristocratici del territorio: Clarice Orsini va in sposa a Lorenzo de Medici, Pierluigi Farnese sposa invece Gerolama Orsini, Gian Giordano Orsini nel sposa la figlia di Giulio II della Rovere mentre la moglie di Marcantonio II Colonna è Felicia Orsini, costituendo in quest'ultimo caso un legame "atipico" per la famiglia poiché gli Orsini figurano spesso in aperto conflitto con i Colonna (altre famiglie da cui sono fortemente avversati sono i Borgia e i Savelli).

Alcune delle residenze Orsini
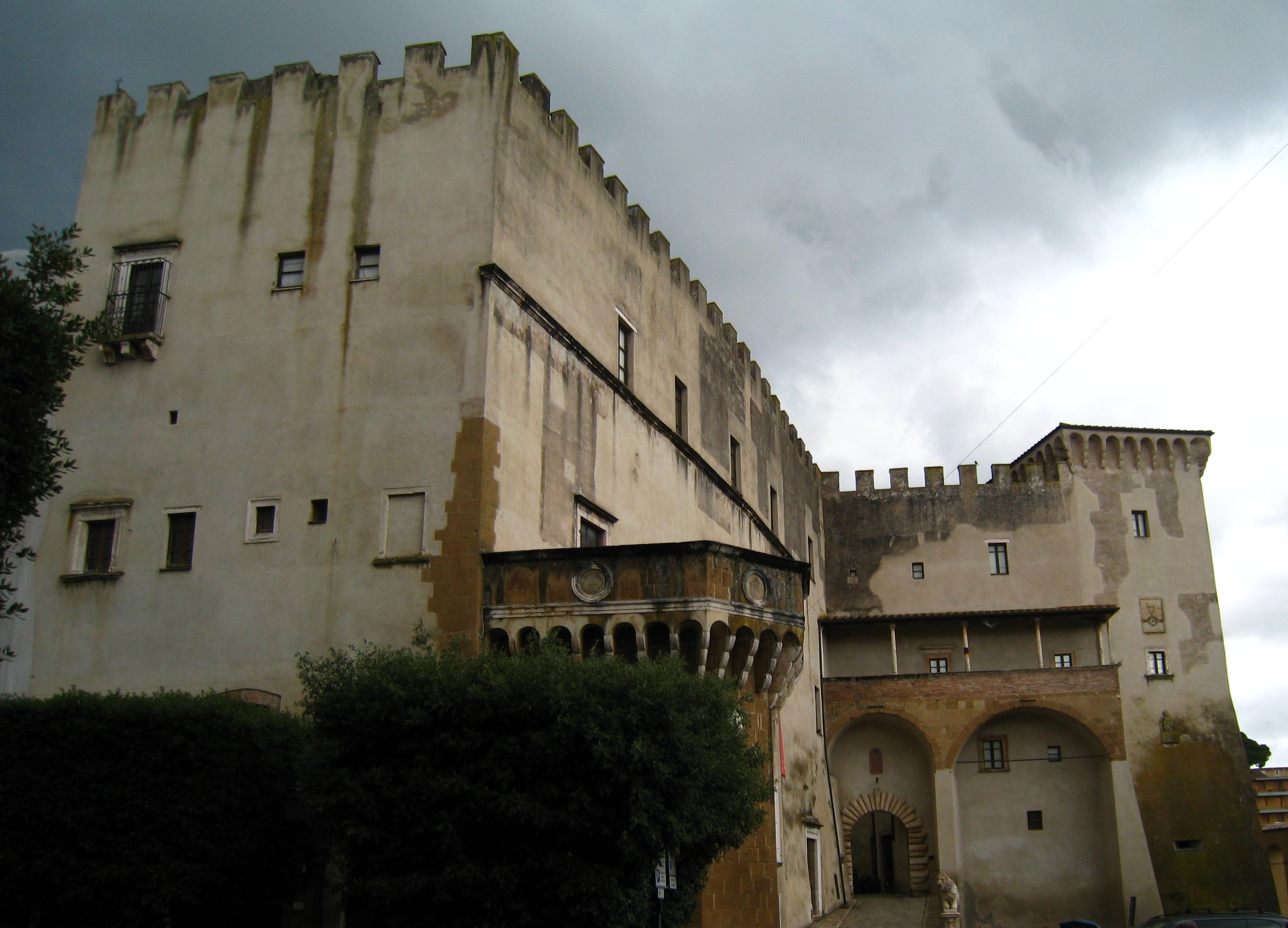
Palazzo di Pitigliano
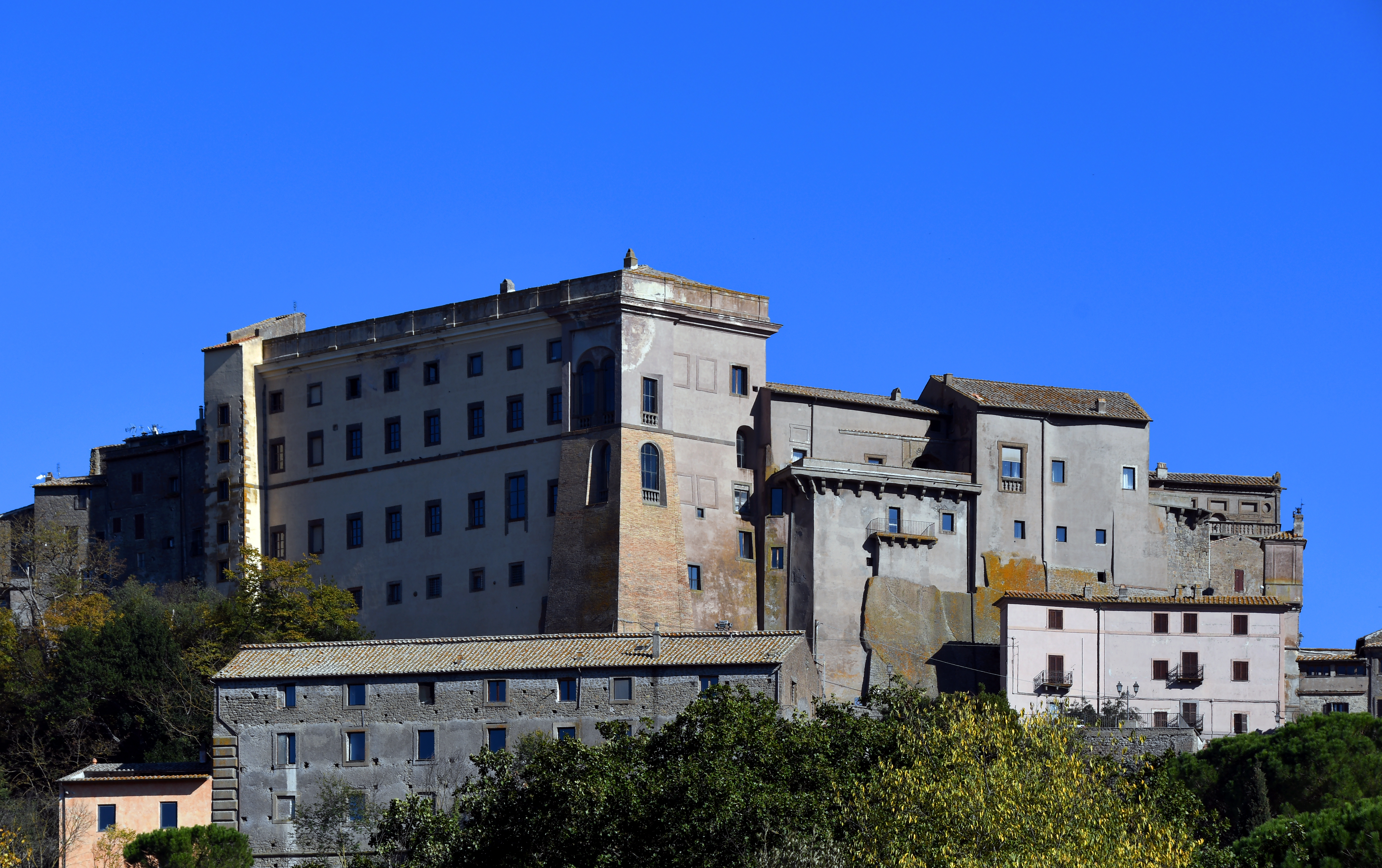
Palazzo di Bomarzo
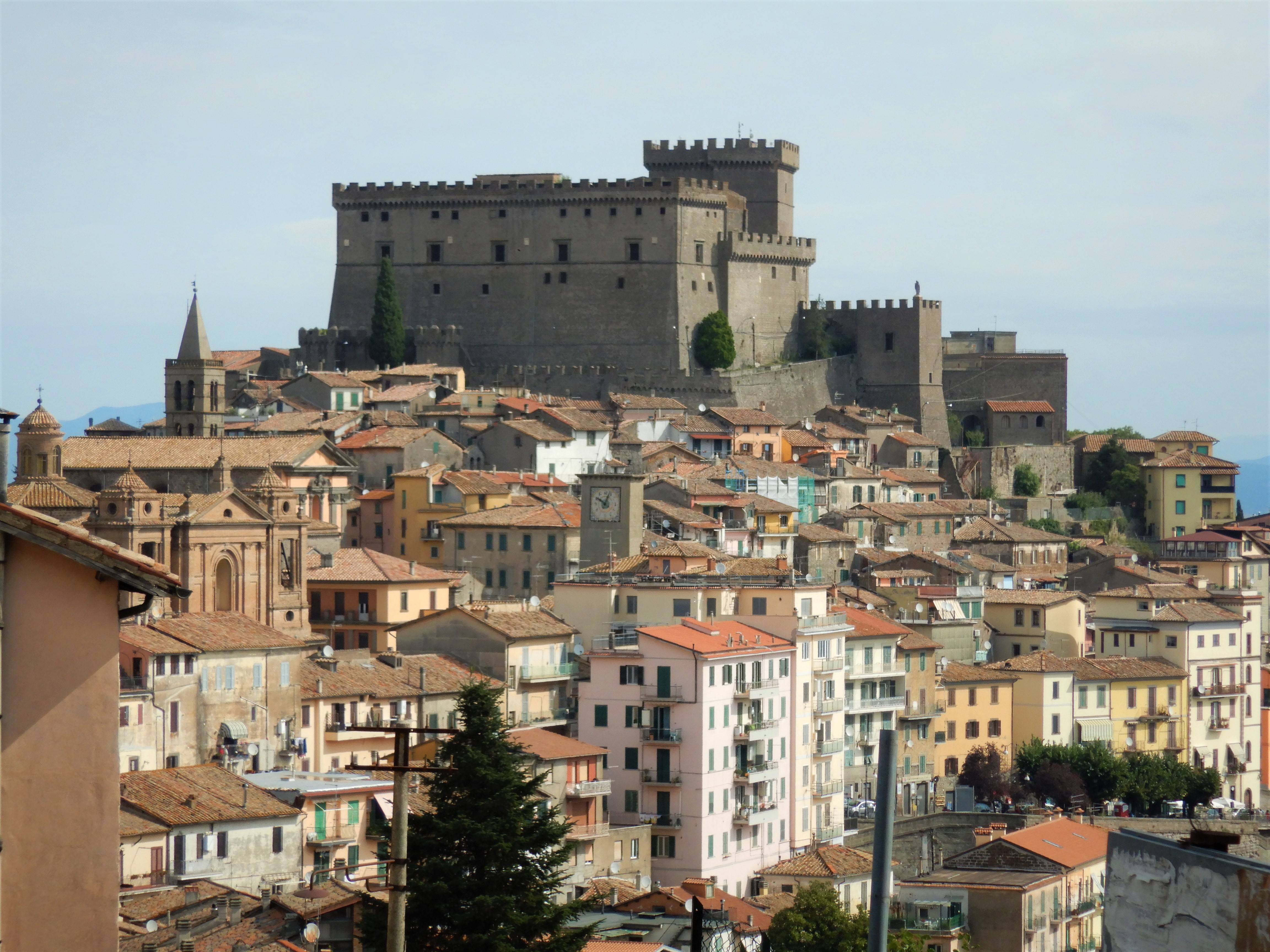
Castello di Soriano sul Cimino
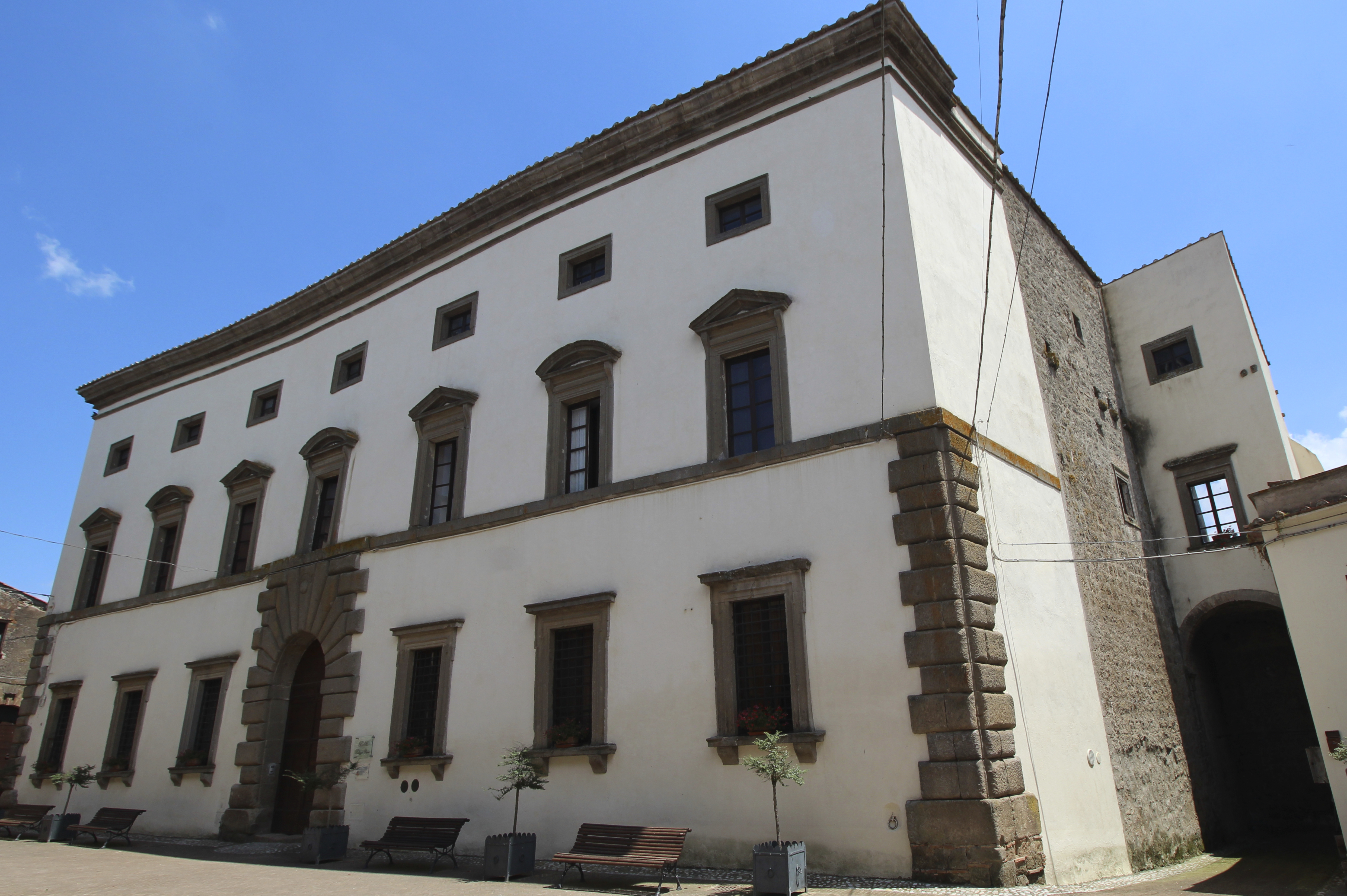
Palazzo di Mugnano in Teverina
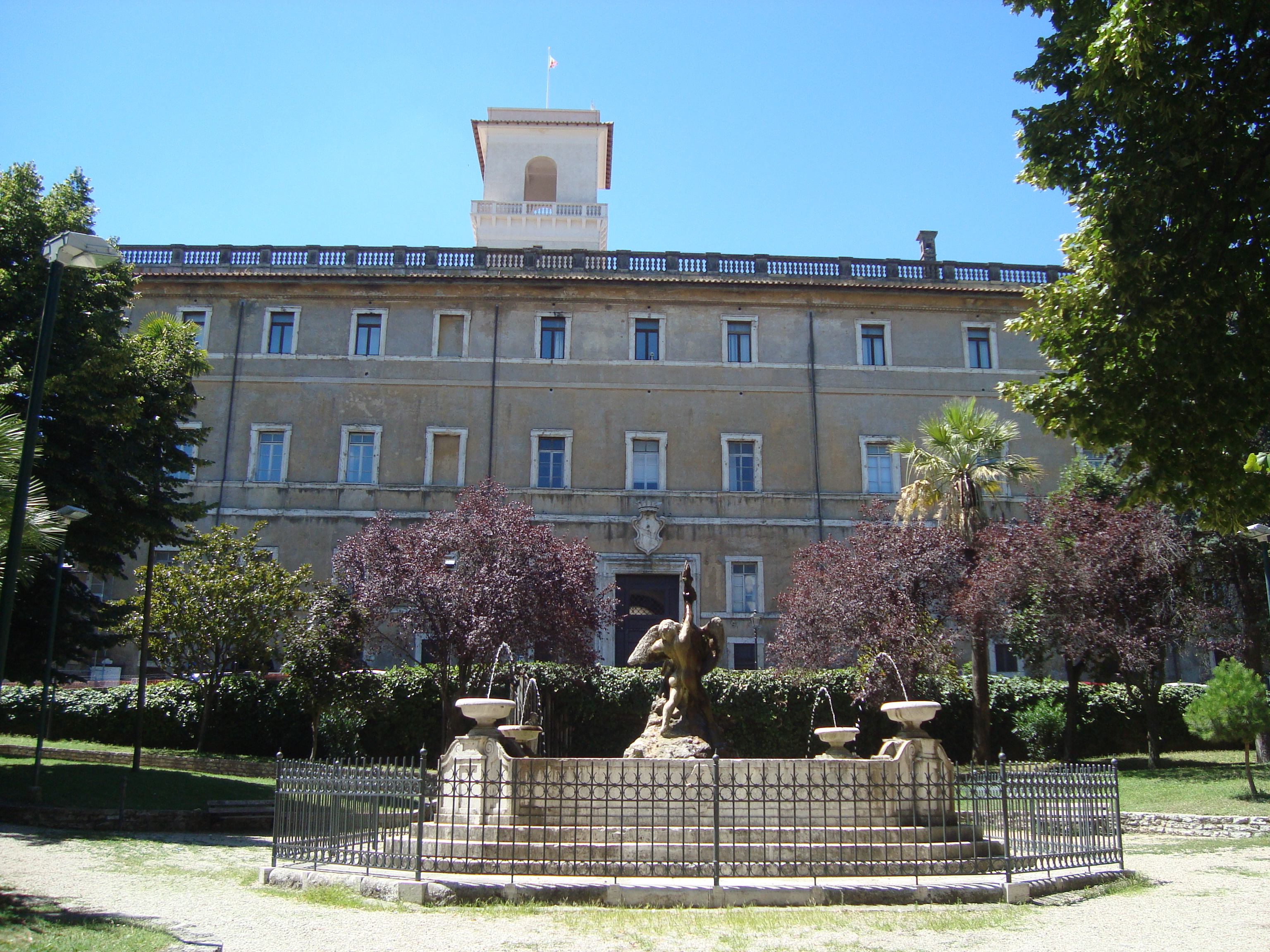
Palazzo di Monterotondo
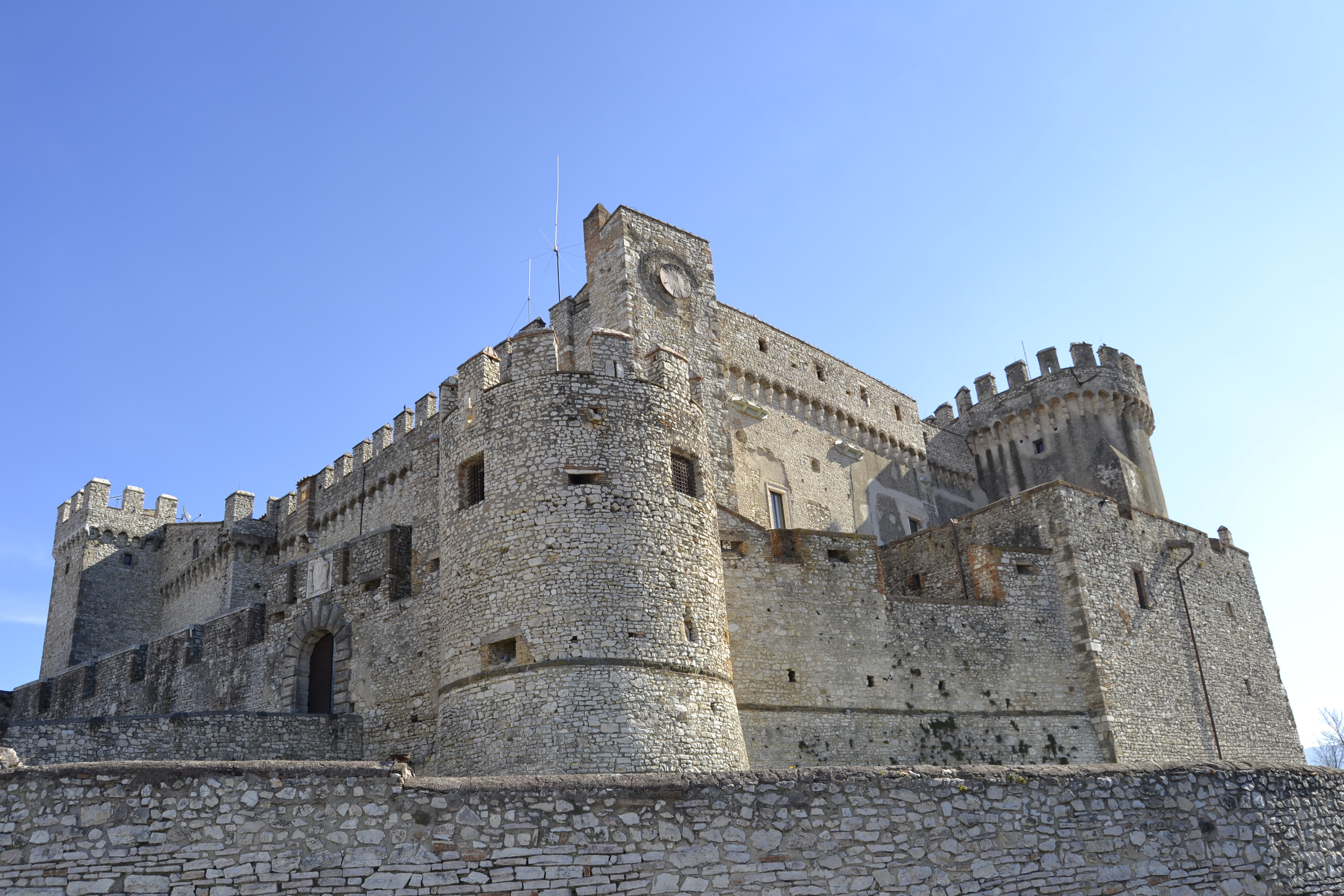
Castello di Nerola
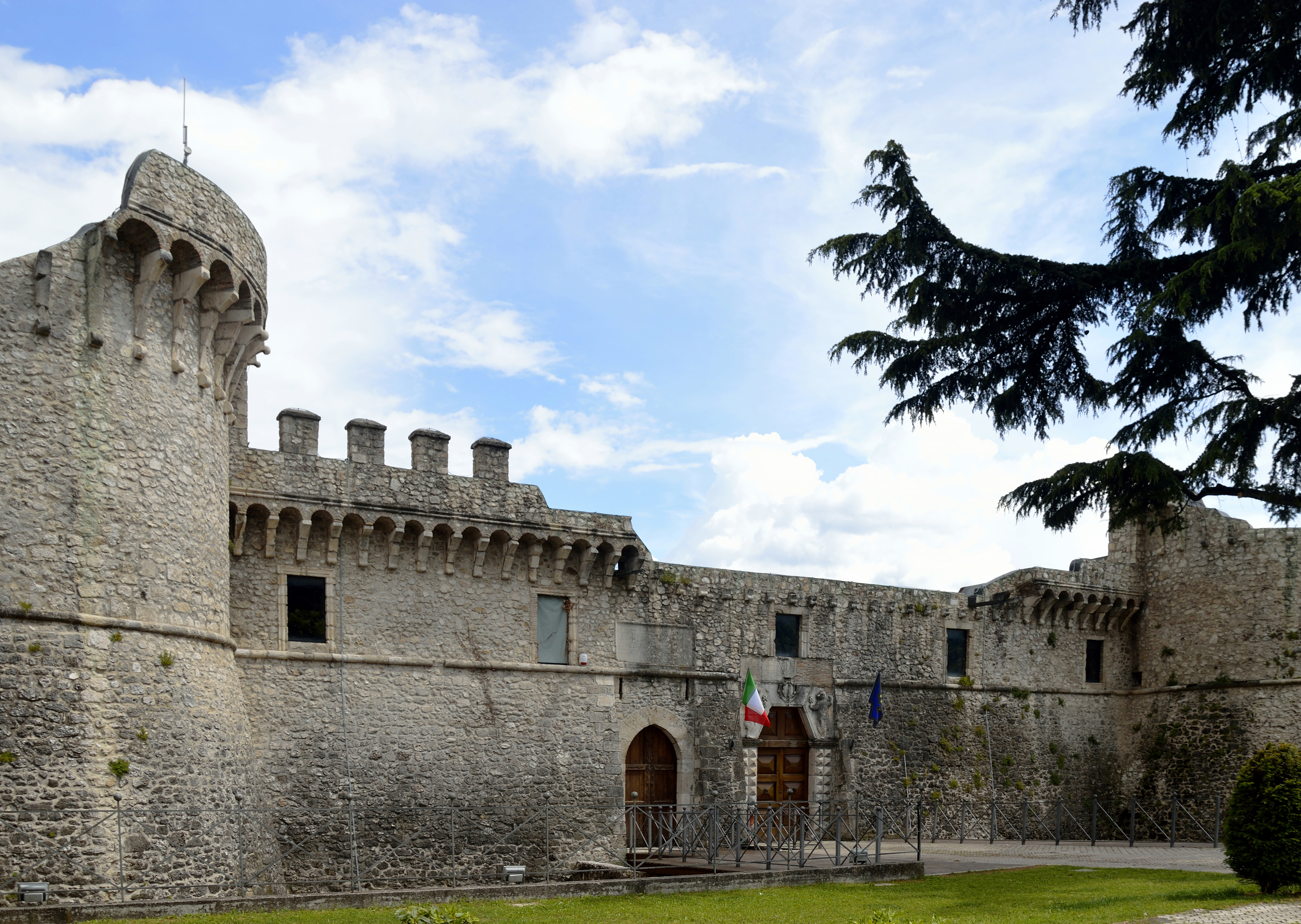
Castello di Avezzano
Palazzo di Gravina in Puglia
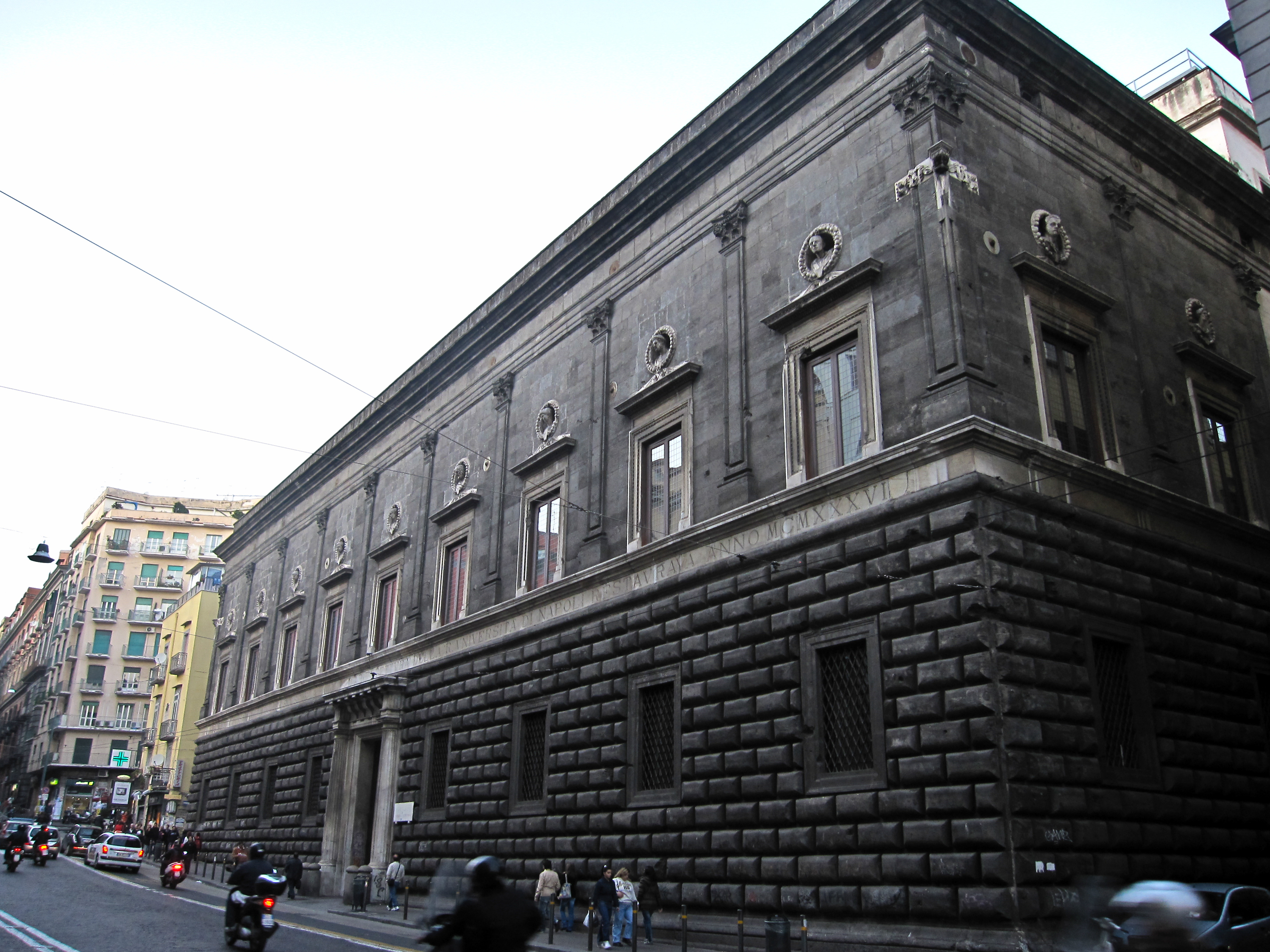
Palazzo di Napoli

### Cinquecento

#### Gli inizi della collezione d'antichità di Paolo Giordano I

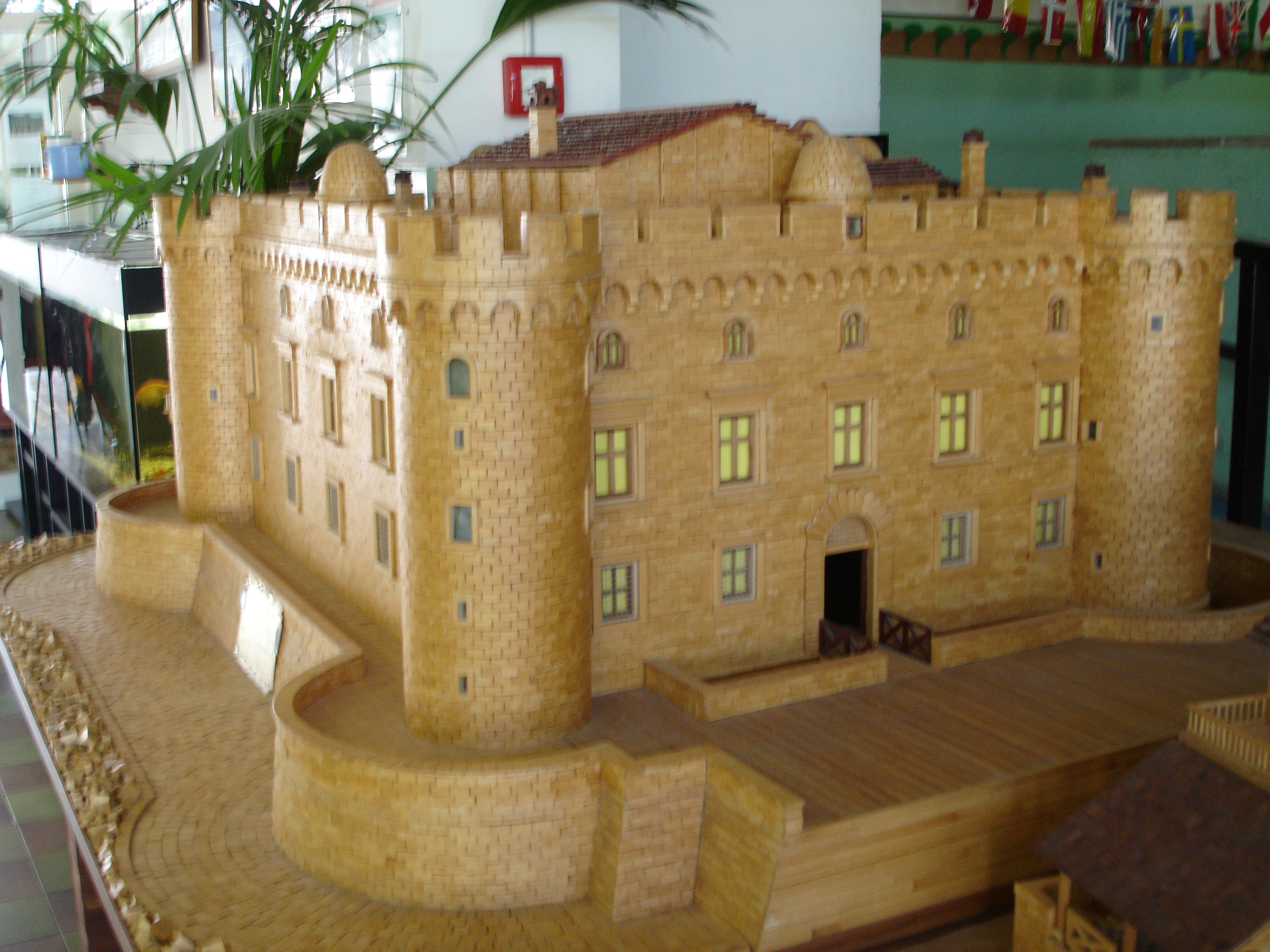
Modello del castello Orsini di Palo Laziale, il cui feudo fu particolarmente proficuo in ordine al rinvenimento di opere d'antichità della collezione

Fino a metà del Cinquecento la famiglia, particolarmente vasta e ramificata sul territorio, dispone di centinaia di feudi, castelli e palazzi. Nel 1550 avviene l'elevazione della signoria di Bracciano a ducato, di cui il primo duca è Paolo Giordano I Orsini, marito di Isabella de' Medici e colui che di fatto dà il via alla collezione d'arte e alla linea familiare che sarà titolare della medesima.

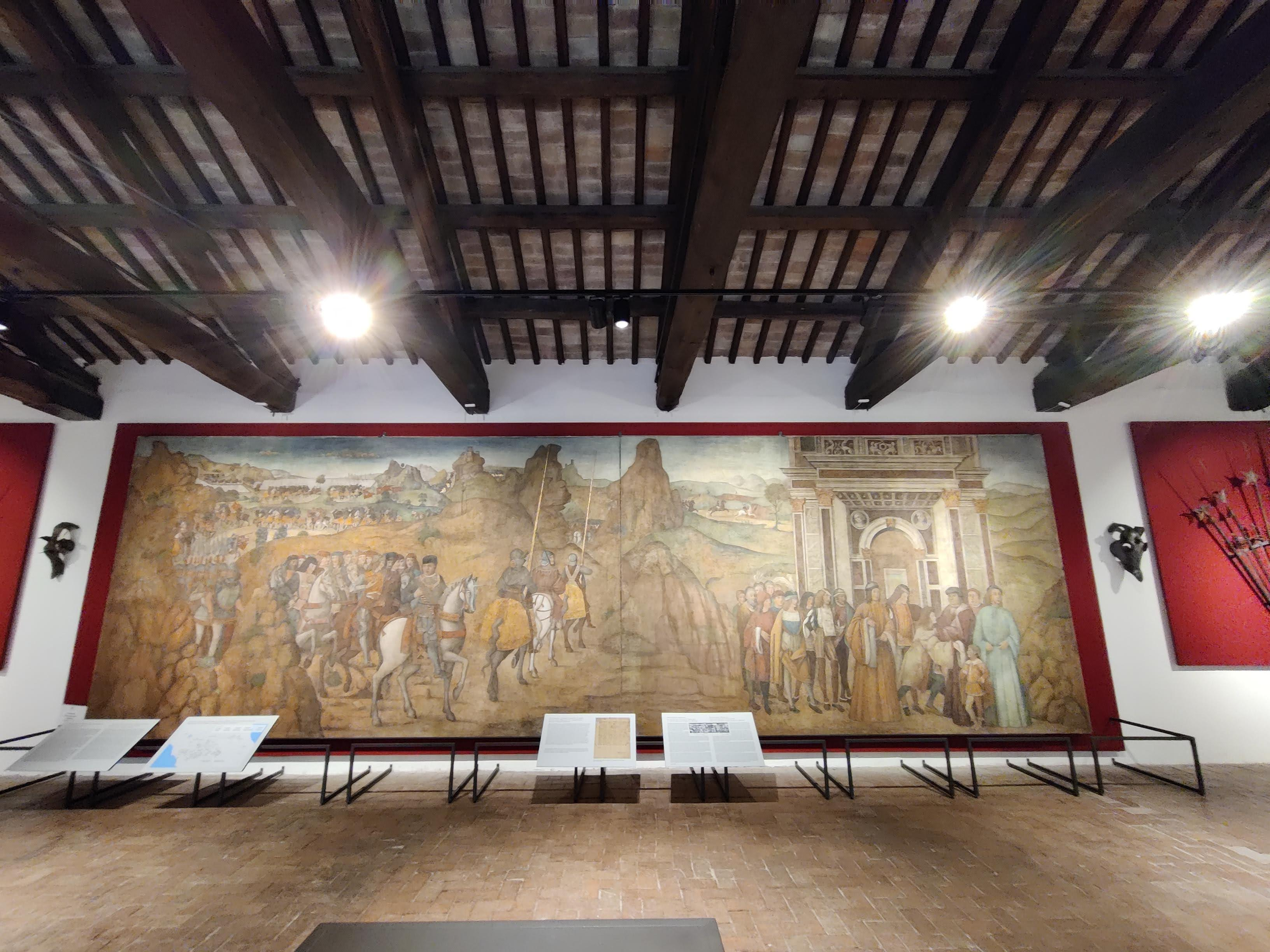
Antoniazzo Romano, Cavalcata di Gentil Virginio Orsini e l'incontro con Piero de Medici, castello Orsini Odescalchi, Bracciano

Seppur gli esponenti più illustri del casato sono condottieri che si distinguono per la loro abilità alle armi, l'origine della collezione artistica è merito proprio di uno di questi. Descritto nelle fonti antiche come un uomo dedito esclusivamente alla guerra, dai modi rozzi e con una vita sentimentale discussa, il suo ruolo di committente e mecenate di opere d'arte è venuto alla luce solo in tempi recenti, grazie al quale si promuove una nuova immagine del casato, più raffinata e colta, in linea con le altre nobiliari del panorama romano del tempo (Medici, Farnese, Peretti).
Paolo Giordano commissiona in prima istanza i cicli di affreschi per il castello di Bracciano (già in possesso della famiglia dal 1470 con l'edificazione per volere di Napoleone Orsini e completata con il figlio Gentil Virginio, nonché bisnonno di Paolo Giordano, di cui le gesta sono rimembrate in un affresco commissionato ad Antoniazzo Romano nel 1490 per l'arco di entrata al cortile d'onore del castello, oggi staccato ed esposto in un altro ambiente del medesimo forte) e con le Storie di Alessandro Magno e di Psiche, realizzate da Taddeo e Federico Zuccari intorno al 1560. Nel 1565 viene invece pubblicato il testo dell'Historia di Casa Orsina, scritto da Francesco Sansovino con lo scopo di celebrare i fasti familiari. Coeva a questa fase di accrescimento del prestigio familiare è la nascita della collezione di pitture e sculture che Paolo Giordano inizia a reperire sul mercato d'antiquario e in scavi effettuati ad hoc sui feudi di proprietà, di cui tra i più proficui vi è quello di Palo Laziale, dove rinvengono molti reperti d'antichità tra cui una Venere con Cupido, un'altra Venere, un Marsia scorticato, una Testa di Adriano e un Busto di Faustina, tutti poi donati tra il 1567 e il 1568 alla famiglia della moglie, di cui la seconda che suscitò una tale attenzione da parte di Francesco I al punto che questi chiese all'Orsini di potergli far recapitare come omaggio altre opere rinvenute.

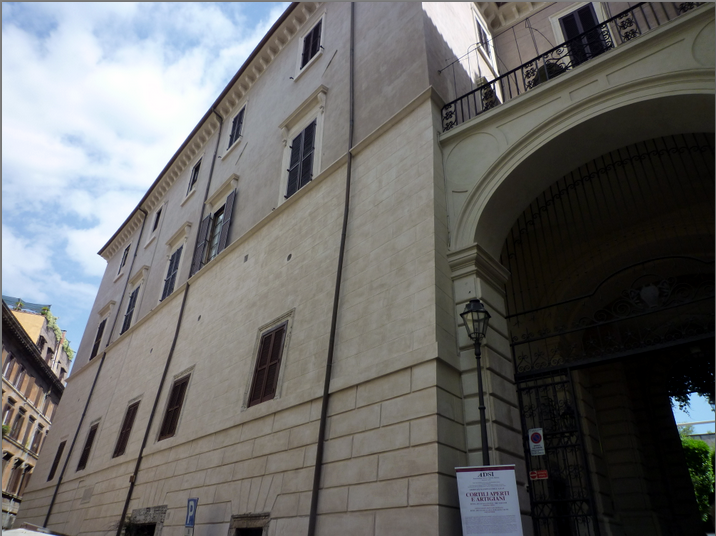
Palazzo Orsini de Monte, quindi sito sul Monte Giordano, Roma

La base principale di Paolo Giordano è inizialmente il palazzo di Monte Giordano a Roma, nello stesso sito in cui hanno dimora presso gli edifici di loro proprietà i rami di Pitigliano e di Monterotondo (come il cardinale Giovan Battista Orsini, che già sul finire del Quattrocento aveva nel palazzo la sua ricca collezione di lapidi e iscrizioni antiche). A causa dell'insorgere di debiti piuttosto consistenti già a partire dalla metà del XVI secolo diventa tuttavia necessario effettuare alcune cessioni importanti: nel 1567 viene data la zona di Veio ad Alessandro Farnese mentre nel 1569 sono concessi in locazione alcuni lotti di terra a Palo Laziale.
Intorno al 1570 Paolo Giordano abbandona temporaneamente i panni di collezionista per concentrarsi esclusivamente sulla carriera militare, che culmina nel 1571 con la partecipazione alla battaglia di Lepanto. Le uniche manovre registrate in senso mecenatistico vengono effettuate ricoprendo il ruolo di mediatore per conto di Ferdinando de' Medici a Firenze, che era alla costante ricerca di alcune opere d'antichità.
Nonostante i primi pezzi raccolti, al 1580 non è ancora registrata una collezione Orsini degna di menzione. Nelle tre residenze principali del tempo, quindi il palazzo di Roma presso Monte Giordano, il castello di Bracciano e quello di Palo, sono citate esplicitamente solo sette sculture antiche (tutte a Bracciano) mentre il nucleo di Palo, seppur consistente, non è viene ritenuto meritevole di un inventario puntuale.

#### L'acquisto di pezzi antichi dalla collezione Stampa (1582)

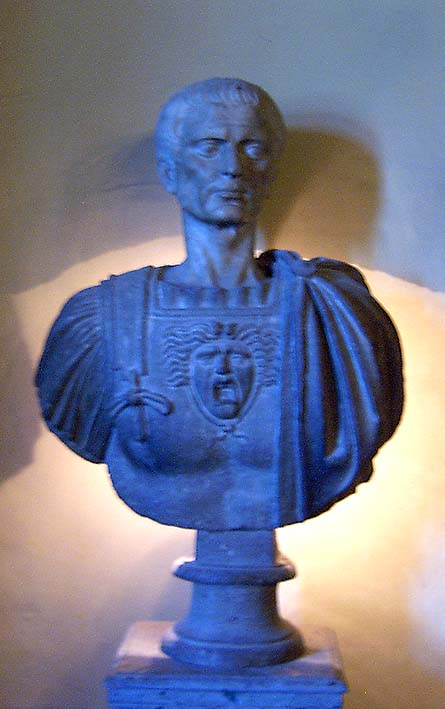
Busto di Giulio Cesare, castello Orsini Odescalchi, Bracciano

Nel 1582 Paolo Giordano compera dagli antiquari e fratelli Giovanni Antonio e Vincenzo Stampa un intero blocco di opere antiche, particolarmente prezioso sia per quantità che qualità, composto da 183 pezzi più alcuni busti e teste, per un compenso pattuito pari a complessivi 1.000 scudi. Contestualmente a questi fatti viene finanziato un ammodernamento del castello di Bracciano a opera dell'architetto Giacomo Del Duca, il quale ottiene l'incarico di trasformare l'allora fortezza medievale in un castello a uso ducale. In quest'ottica il nuovo edificio avrebbe dovuto ospitare anche opere d'arte utili a rappresentare adeguatamente il prestigio della famiglia regnante.
Le opere antiche facenti parte del lotto di vendita Stampa includono svariate statue a figura intera, tra cui una di Apollo citaredo, una di Mercurio alato, una di Minerva, una di Pallade, una di Perseo con la testa di Medusa, una di Ercole giovane, 105 teste di personaggi del mondo antico, dagli imperatori ai filosofi, una ventina di torsi (con e senza testa, ma sempre privi di gambe), bassorilievi e svariati ornamenti per fontane.
I fratelli instaurarono in questa circostanza un sodalizio col duca, per il quale assumono nel frattempo anche l'incarico di direttori degli scavi sui loro feudi (come Cerveteri e Palo) e di consulenti dei lavori di restauro per il castello di Bracciano. I due antiquari, tuttavia, non riescono comunque ad ottenere da questo rapporto i privilegi sperati (nuovi contatti con l'ambiente collezionistico aristocratico romano o ulteriori richieste di opere da comperare) a causa dell'aggravarsi della condizione finanziaria ed economica della famiglia Orsini durante l'ultimo quarto del secolo e della prematura morte che colse il duca sul finire del 1585, per via della quale i fratelli Stampa non fecero in tempo neanche a ricevere il compenso spettante.

#### La morte di Paolo Giordano I (1585) e la gestione sotto Virginio

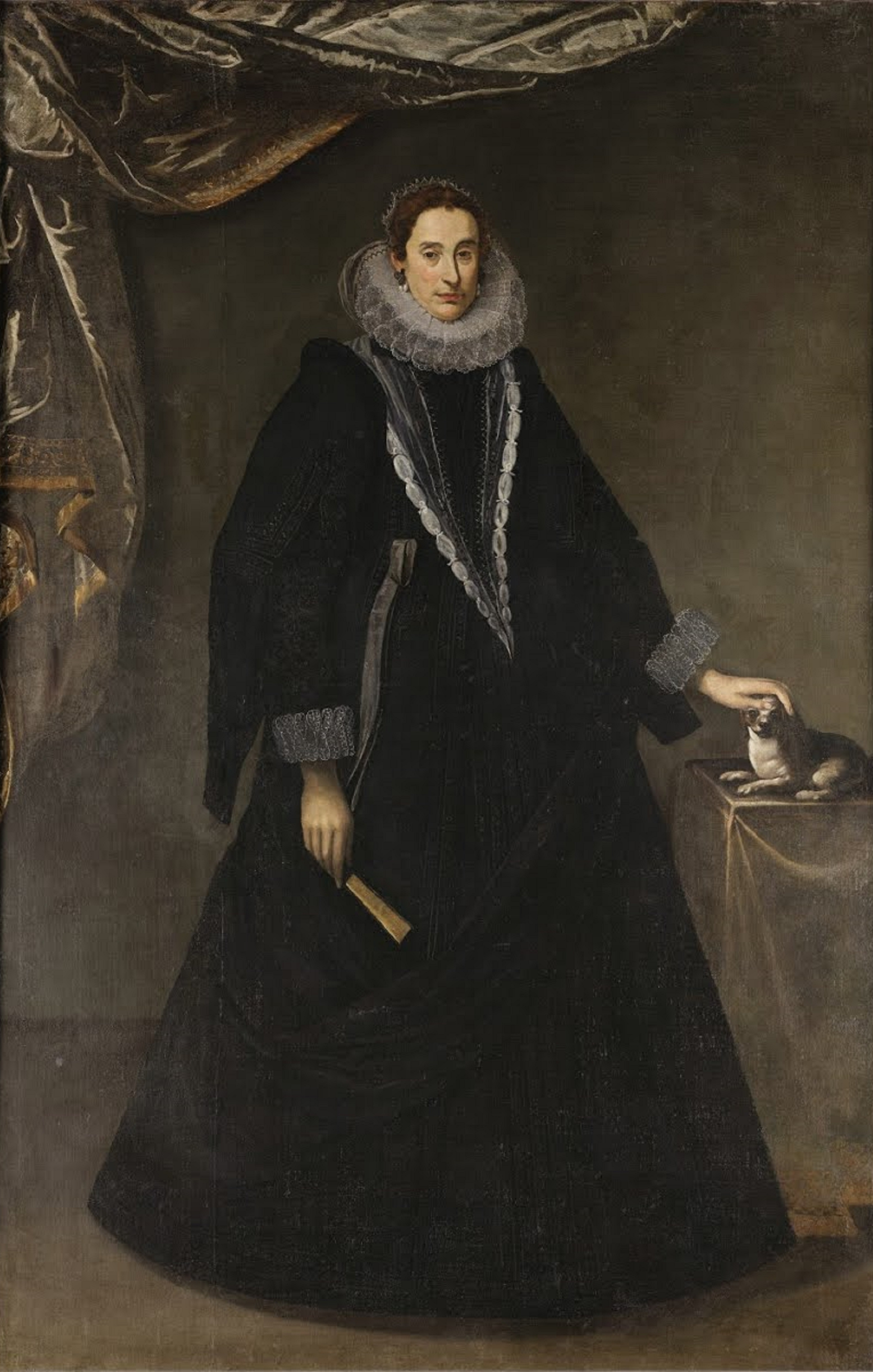
Ritratto di Maria Felicia Orsini, figlia di Virginio II duca di Bracciano, castello Orsini Odescalchi, Bracciano

Il testamento redatto alla morte di Paolo Giordano nel 1585 registra la collezione (a quel momento prettamente di antichità, con qualche pittura, per lo più ritratti di famiglia di Scipione Pulzone e di Ludovico Leoni e anche pitture di Jacopo Bassano, di cui una Cena in Emmaus) disposta tra il castello di Palo, quello di Bracciano e nelle due dimore a Roma, soprattutto quella de Campo per le sculture, poiché è qui che vengono di volta in volta sistemate le opere rinvenute, seppur non sempre esposte in maniera ottimale, ma spesso ammassate in depositi o sale inutilizzate in attesa di trasferimento verso nuova ubicazione definitiva.
Gli succede nella gestione dei beni uno dei figli, Virginio Orsini (1572-1615), allora ancora minorenne. Nel 1586 dona al granduca di Toscana Francesco I de' Medici una serie di statue antiche della collezione di Paolo Giordano I: una Diana cacciatrice, una Venere con un Cupido, un Marsia scorticato e un'altra Venere. Appena un anno dopo il nuovo granduca Ferdinando si occupò di seguire per procura l'Orsini, in attesa che compisse la maggiore età. Nel 1594 Virginio paga una parte dei debiti accumulati dal padre e dalla famiglia con la vendita del feudo di Mentana a Michele Peretti. Tuttavia non riesce ad estinguere quello che rimaneva in essere nei confronti dei fratelli Stampa poiché entrambi sono a quella data già deceduti.
Virginio Orsini, secondo duca di Bracciano e principale esponente di tutta la dinastia, si sposa nel 1589 con Flavia Damasceni Peretti, una nipote di Sisto V, da cui ebbe molti figli. I due ricevono nel 1593 in dono dal pontefice Peretti il palazzo Piceni che fu del banchiere Ottavio Costa. Sul finire del Cinquecento Virginio trasferisce tuttavia la collezione nel palazzo romano sul Monte Giordano, che rimane dimora principale della famiglia, mentre una parte della collezione di antichità del padre dislocata tra Palo, Bracciano e il palazzo de Campo.
Alcuni appartamenti della palazzina Piceni vengono invece contestualmente comperati per 7.000 scudi nel 1593 da Corradino Orsini del ramo di Bomarzo, figlio del famoso Vicino, colui che commissionò il palazzo familiare e il Sacro bosco siti nello stesso feudo viterbese. Corradino è anch'egli particolarmente attivo in ambito collezionistico familiare, la cui raccolta la alimenta fino alla sua morte nel 1610. Oltre a seguire personalmente la conclusione dei lavori al palazzo Orsini e al parco di Bomarzo, si occupa inoltre di far decorare immediatamente nel 1594 la loggia del piano nobile della palazzina romana dei Piceni, con affreschi del Cavalier d'Arpino con la Vittoria di Cupido su Pan circondato dalle rappresentazioni di Adone, Ganimede, Proserpina, Leda, Giunone e Venere, e con dodici scene della Vita di Ercole nelle lunette.

### Seicento

#### Il tracollo economico con Paolo Giordano II (1615-1656) e Ferdinando (1656-1660)
Nonostante il matrimonio illustre di Virginio la crisi economica della famiglia non cessa: le opere della collezione di Fulvio Orsini, un esponente del casato (nipote, seppur figlio illegittimo, di Vicino Orsini) della linea di Mugnano in Teverina morto nel 1600, non vengono mai messe a disposizione della famiglia, ma bensì confluiscono nella collezione Farnese, presso cui l'uomo svolgeva il ruolo di bibliotecario di casa, e nel 1604 un altro esponente di Pitigliano, Giannantonio Orsini, cede lo stesso feudo ai Medici, che viene dunque annesso al Granducato di Toscana. Contestualmente l'edificio di pertinenza dello stesso ramo familiare sito a Roma sul Monte Giordano è invece acquistato da quello di Bracciano che a questo punto si espande annettendo al proprio plesso quello appena comperato, uniti tra loro tramite una struttura ad arco fatta costruire per l'occasione.
Il cardinale Alessandro, secondogenito di Virginio, è registrato come committente di una versione romana datata 1616 della Giuditta con la testa di Oloferne di Cristofano Allori, oggi identificata con la tela nella collezione Princely nel Liechtenstein, una delle numerose repliche autografe della versione medicea di palazzo Pitti a Firenze. Il cardinale possedeva anch'egli una piccola raccolta di quadri, inizia a collezionare già durante la sua permanenza in Germania nel 1622, occasione nella quale l'imperatore Rodolfo II d'Asburgo gli dona il dipinto di Filippo Napoletano del Cavallo turco.

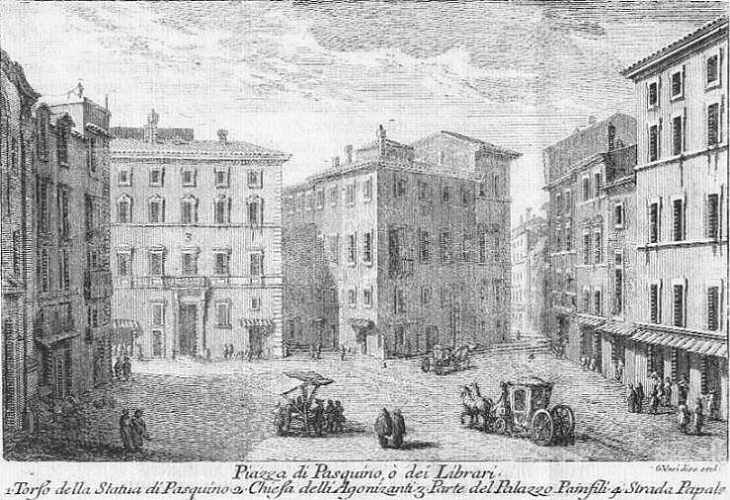
Palazzo Orsini a Pasquino, Roma

Un altro figlio di Virginio, Ferdinando Orsini, eredita in dote dalla moglie Giustiniana, parente e ultima discendente della linea di San Gemini, il palazzo di piazza Navona. L'edificio proviene dal Quattrocento da Francesco Orsini, conte di Trani e I duca del ramo più antico di Gravina in Puglia. Dopo svariati passaggi familiari, giunge. Ferdinando che lo restaura e rende fruibile ad altri esponenti con la creazione di nuovi appartamenti, che ospiteranno negli anni a venire i figli Flavio e Lelio.
Tra la numerosa prole che ebbe Virginio vi è poi Paolo Giordano II (1591-1656), primogenito e terzo duca di Bracciano, continuatore della linea che gestisce la collezione artistica, che sposa nel 1622 Isabella Appiano divenendo anche principe di Piombino. I due coniugi vivono presso il cui castello di Bracciano, dove continuano a raccogliere opere d’arte, in particolare entrano nella collezione circa dieci dipinti di Polidoro da Caravaggio, tra cui un'Andromeda e due versioni con Cupido, oggi non rintracciati, e il Diluvio di Carlo Saraceni. Dai documenti antichi risulta che l'uomo ha costanti rapporti con l'ambiente artistico romano del Seicento, quindi con Gian Lorenzo Bernini, Alessandro Algardi, Ottavio Leoni, Orfeo Boselli e il medaglista Gasparo Mola. A lui si deve l'acquisto del La Calunnia' realizzata nel 1572 da Federico Zuccari, venduta contestualmente al volume della Divina Commedia per il quale lo stesso pittore ha realizzato 88 disegni, che però viene comperato da Ferdinando Orsini per la biblioteca familiare. L'inventario redatto nel 1644 che descrive i beni Orsini siti nel castello di Bracciano e nel palazzo di Monte Giordano a Roma menziona tra le disponibilità di Paolo Giordano II anche tre dipinti attribuiti a Caravaggio: un San Pietro Martire (a Bracciano), un Salvator Mundi e una Cucina (entrambi nel palazzo romano), di cui i primi due non rintracciati e non figuranti più negli inventari successivi, perciò verosimilmente alienati già sotto la reggenza del III duca, mentre il terzo identificabile con il quadro di genere oggi nel palazzo Corsini di Firenze.

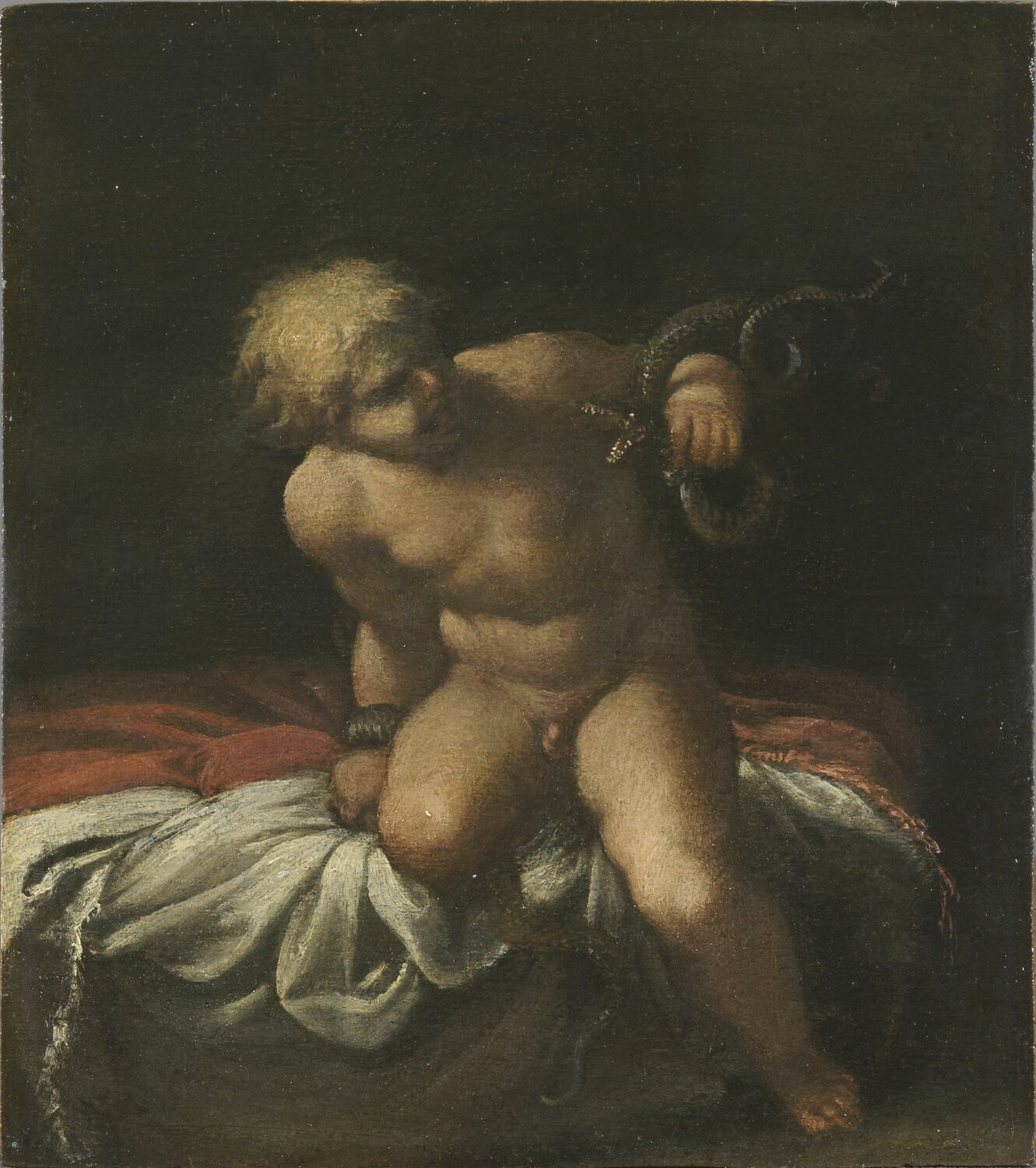
Annibale Carracci, Ercole infante che stringe il serpente, Museo del Louvre, Parigi

Il cugino Corradino Orsini di Bomarzo, morto intanto nel 1610, stila un suo lascito ereditario in favore del nipote Maerbale Orsini (figlio del fratello Marzio senior), a cui lascia la sua raccolta di palazzo Piceni: un San Giovanni nel deserto di Ludovico Cigoli, un San Giovanni Battista e un Ercole infante che stringe il serpente di Annibale Carracci, una scultura di Cleopatra del Giambologna (più verosimilmente identificabile con una assegnata a Cristoforo Stati), un Paesaggio con la Vergine e san Pietro di Paul Bril, una Venere del Cavalier d'Arpino, un Ritratto del buffone Gonella di ignoto, una copia della Maddalena di Correggio di Dresda, una copia della Madonna della Gatta di Giulio Romano di Capodimonte. L'uomo teneva le opere dello zio in un luogo appartato lungo via Sistina, che saltuariamente vedeva quando era a Roma, poiché egli viveva invece nel palazzo di Bomarzo, mentre il palazzo Piceni era stato venduto poco dopo la morte dello zio per fronteggiare i debiti familiari accumulati.

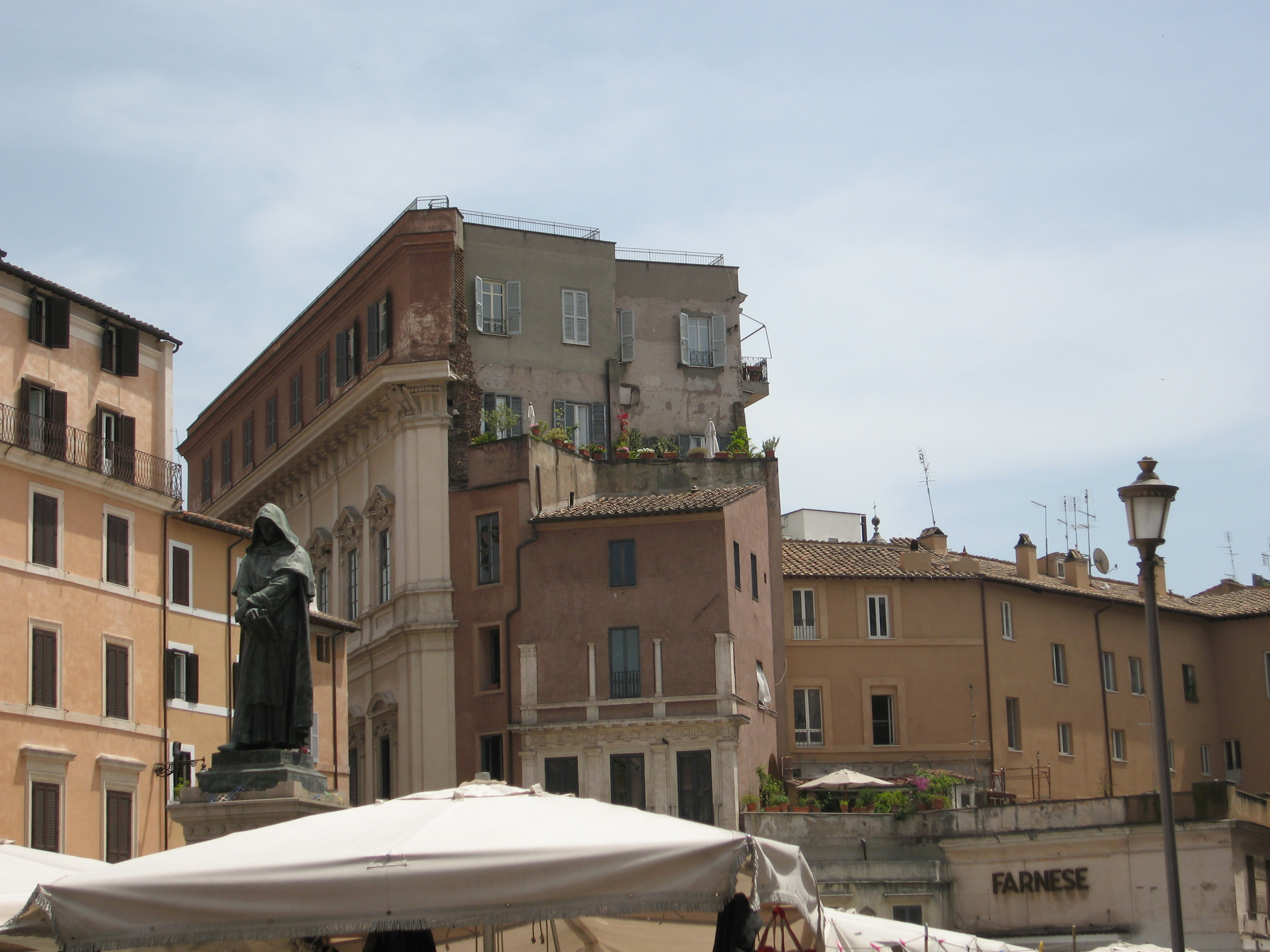
Palazzo Orsini de Campo, quindi sito in Campo de' Fiori, Roma

Paolo Giordano II ha infatti un tenore di vita impegnativo che causa il definitivo tracollo economico della famiglia. Con lui alla guida, succedendo al padre morto nel 1615, si dà avvio a un altro periodo di forte indebitamento per incapacità di gestione e spese eccessive. Nel 1626 gli Orsini vendono Monterotondo ai Barberini e poi nel 1644, sempre a Taddeo Barberini, anche Nerola, Montelibretti, Corese e Montorio. Due anni dopo la famiglia cede invece, tramite Marzio junior (1618-1674; figlio di Maerbale Orsini, già deceduto nel 1643), il feudo di Bomarzo a Ippolito Lante della Rovere mentre il palazzo romano su Monte Giordano di pertinenza della linea di Monterotondo viene perso contestualmente al feudo negli nella metà degli anni '20 per logiche ereditarie a vantaggio dei conti di Carpegna. Infine, anche il palazzo de Campo viene veduto da Paolo Giordano II, passando nel 1651 alla famiglia Pio di Savoia, signori di Carpi, dove vi collocarono la loro collezione artistica.
La linea principale della famiglia, quella di Bracciano, vede Paolo Giordano II morire nel 1656 senza figli; gli subentra il fratello Ferdinando a reggere le sorti del casato. Intorno al 1657 si avviano ulteriori scavi presso feudi di proprietà Orsini (presso la chiesa di Santa Croce in Gerusalemme e quella di San Clemente al Laterano) con lo scopo di rinvenire reperti antichi, cosa che effettivamente avviene e che due anni dopo saranno donati al cardinale Giulio Mazzarino, che li condurrà nelle collezioni francesi.
Ferdinando muore nel 1660 lasciando il testimone ai suoi figli, il cardinale Virginio, il V duca di Bracciano Flavio (1620-1698) e il principe di Vicovaro Lelio (1623-1696).

#### La collezione sotto i fratelli Flavio e Lelio Orsini (1660-1698)

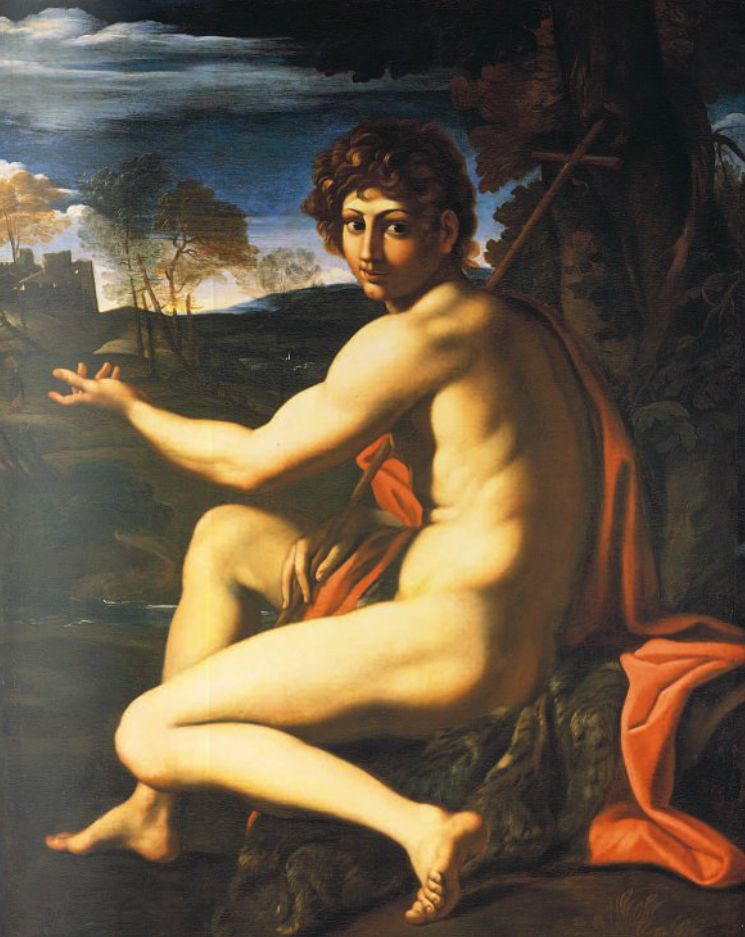
Annibale Carracci, San Giovanni Battista, collezione privata

Nella seconda metà del Seicento la famiglia Orsini di Roma continua a vivere in forte crisi economica e dinastica, dopo oltre cinque secoli di grande successo. Nel 1662 i tre fratelli Virginio, Flavio e Lelio cedono ai Chigi i feudi di Formello, Sacrofano e Campagnano, al cui cardinale Flavio era stato venduto già nel 1660 da Marzio Orsini di Bomarzo il San Giovanni Battista di Annibale Carracci, mentre l'Ercole che stringe il serpente dello stesso pittore viene venduto al cardinale Camillo Massimo nel 1664.

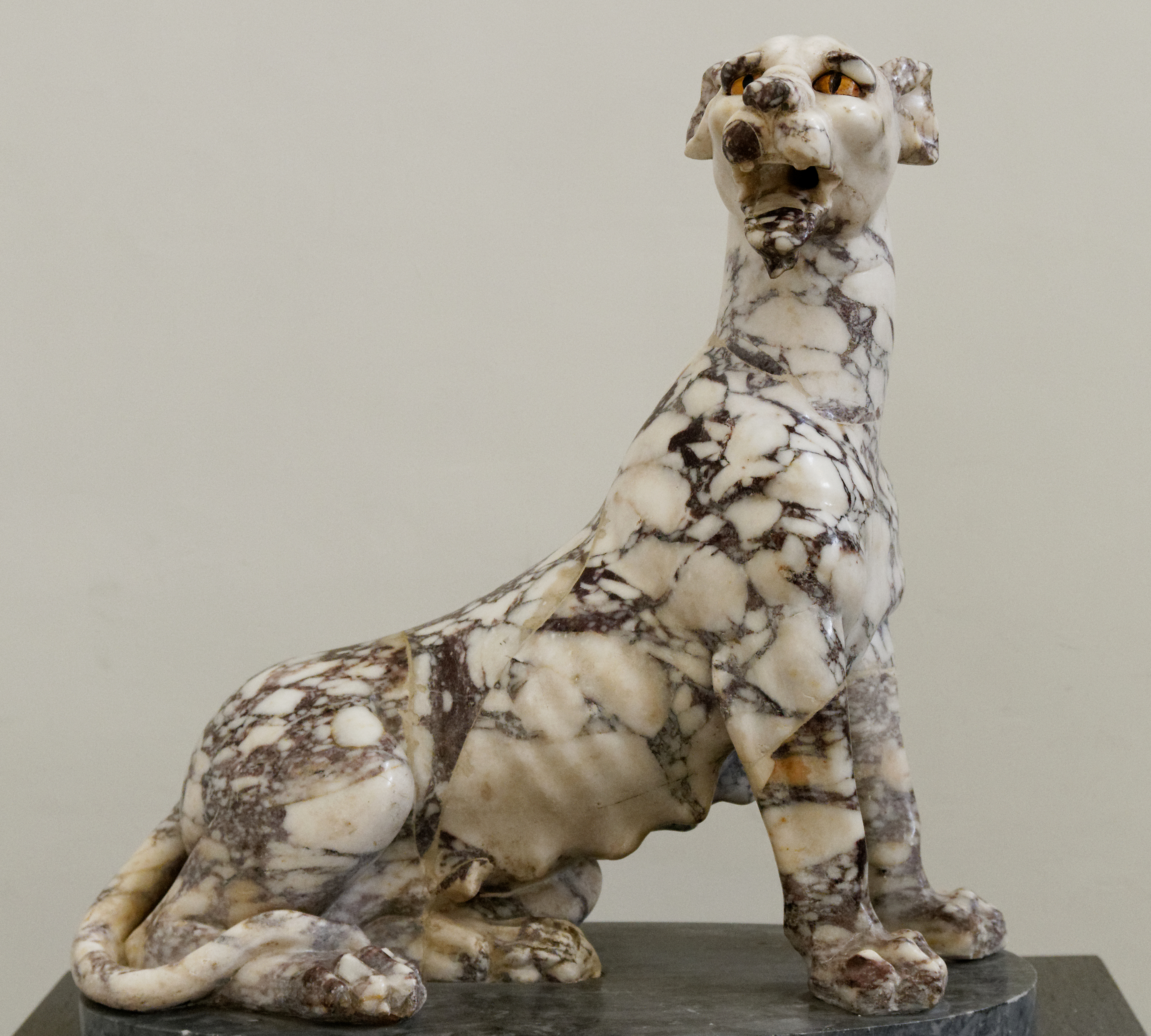
Pantera Farnese, Museo archeologico nazionale di Napoli (presunto pezzo proveniente dalla collezione di Giordano I Orsini)

La collezione Orsini è a questo punto confluita dalle diverse linee familiari nel palazzo familiare a Pasquino, distinta su due fronti: da un lato erano gli appartamenti di Flavio, composta da una raccolta di circa 500 opere tra dipinti, più di un centinaio di pezzi di statuaria antica tutti ereditati da Giordano I e un ricco catalogo di gemme, dall'altra erano gli appartamenti di Lelio, con circa 400 opere tra quadri e disegni e solo una decina di sculture antiche, tra cui la nota «Tigre di pavonazzo con le macchie naturali» descritta da Bellori, identificata con il pezzo giunto in collezione Farnese e oggi al Museo archeologico di Napoli.
La raccolta è nel suo insieme talmente importante da meritare menzione da Giovanni Pietro Bellori nella sua guida alla città del 1664, seppur lo scrittore dedica maggiori elogi alle opere di Lelio (con autori quali Tiziano, Annibale Carracci, Bronzino, Lorenzo Lotto e Tintoretto) che a quelle di Flavio (dove viene citata solo la La Calunnia di Federico Zuccari).  Particolarmente apprezzata dallo scrittore anche la biblioteca di Lelio, che contava circa 1.391 volumi (compresa la Divina Commedia disegnata dallo Zuccari che fu di Ferdinando Orsini) spaziando da ogni genere.

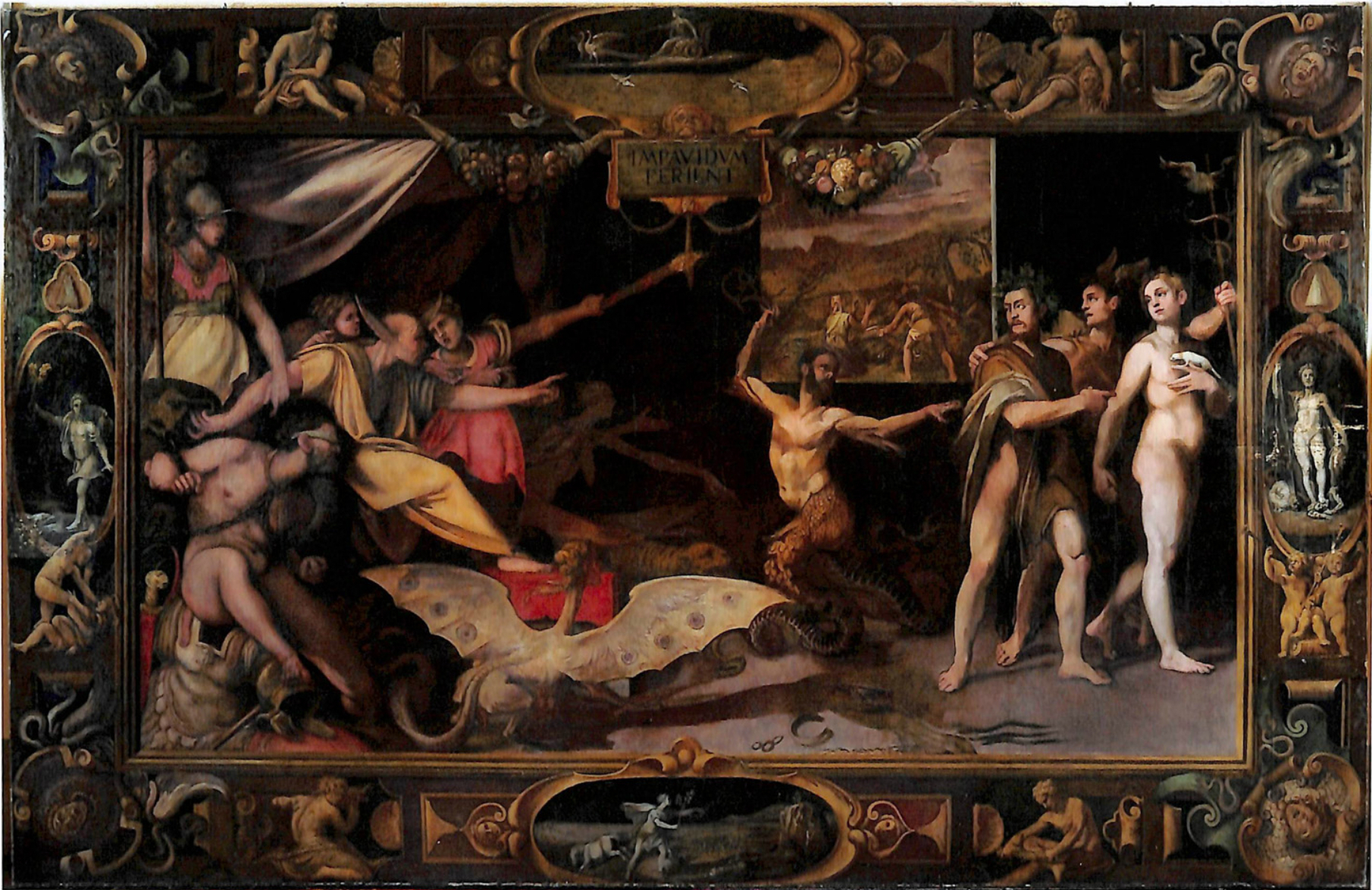
La Calunnia di Federico Zuccari già in collezione Orsini e oggi in collezione Caetani a Roma

Flavio Orsini tenta invano di salvare la dinastia e le finanze con due matrimoni eccellenti, prima sposando la ricca vedova di Giorgio Aldobrandini, Ippolita Ludovisi, madre della potente Olimpia, molto più anziana di lui, e poi nel 1675 la giovane avventuriera francese Marie Anne de La Trémoille, la quale non poco contribuì al dissesto finanziario mediante acquisti di altre opere d'arte di autori eccellenti e costosi (Bronzino, Tintoretto, Tiziano, Veronese, van Dyck e Dürer), mobili di pregio e tappezzerie, al fine di arricchire gli ambienti del palazzo che diventa così centro intellettuale e mondano della città. Un inventario del 1674 fotografa la collezione di Flavio (di cui le opere che furono di Corradino Orsini già risultavano alienate). Nel frattempo Oriolo passa nel 1671 agli Altieri mentre nel 1674 è la volta di Cerveteri, che viene ceduta ai Ruspoli.
Nel 1676 il cardinale Virginio Orsini, che è rimasto a vivere invece a Monte Giordano, muore. Nel 1688 i fratelli decidono quindi di vendere anche lo storico palazzo de Monte (con alcune opere ivi custodite, soprattutto antichità) ai marchesi Pietro e Antonio Gabrielli per 60.000 scudi. Due anni dopo poi, nel 1690, Lelio cede anche il feudo di Vicovaro ai Cenci Bolognetti e nello stesso anno viene messo all'asta dalla Congregazione dei Baroni anche il palazzo a Pasquino, aggiudicato dai Colonna di Carbognano sotto condizione di concedere a Flavio e Lelio il diritto di abitazione per sei anni (che poi verranno rinnovati alla scadenza da Alessandro VIII Ottoboni per altri sei anni).

#### L'estinzione della linea romana degli Orsini con la morte dei fratelli Lelio (1696) e Flavio (1698)

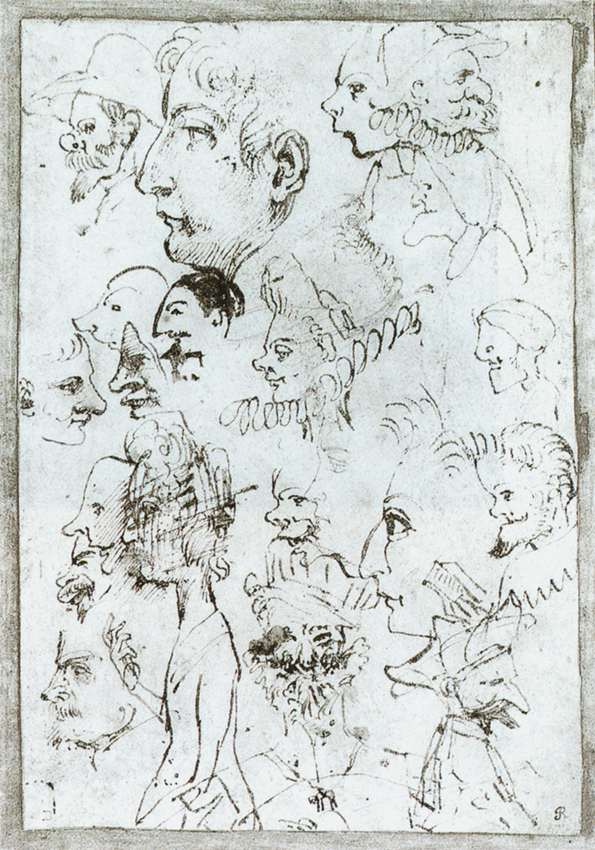
Foglio con disegni di caricature realizzate da Annibale Carracci, già in collezione Orsini, oggi al British di Londra

L'ultimo decennio del XVII secolo sancisce la fine definitiva della famiglia Orsini di Bracciano. Nel 1693 il principe Livio Odescalchi acquista il castello e il territorio di Palo.

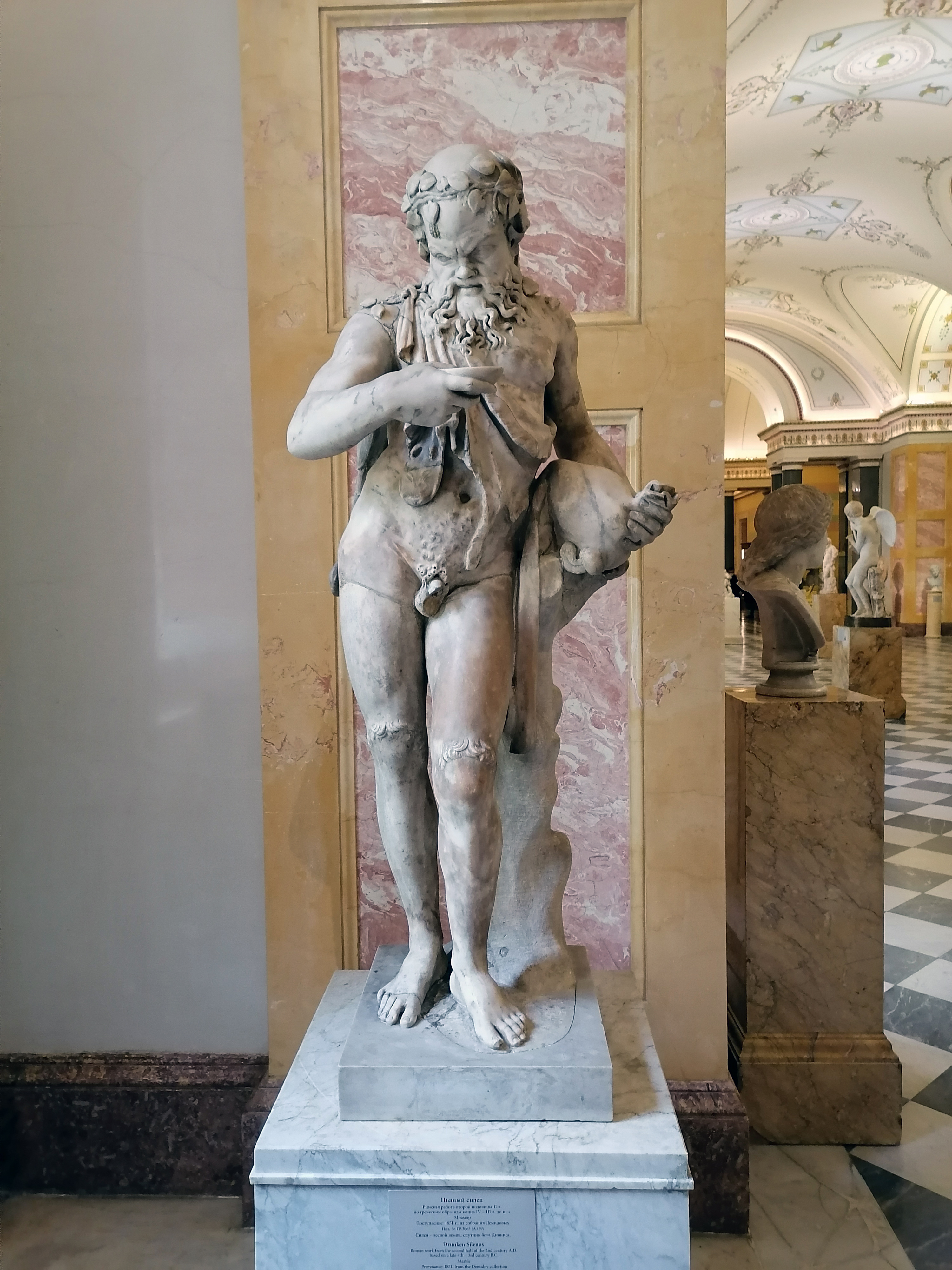
Sileno ubriaco, Museo dell'Ermitage, San Pietroburgo

Vista l'assenza di eredi (il duca non ebbe prole nonostante due matrimoni mentre il principe non si sposò mai), i due fratelli iniziano a organizzare i dovuti trasferimenti della collezione.
Lelio, che oramai gestisce gran parte dei beni di famiglia, stila testamento qualche giorno prima di morire, nel 1696, ed esprime la volontà di trasferire la sua collezione all'Arciconfraternita delle Santissime Stimmate di San Francesco, ordine religioso di cui era particolarmente devoto. Sono registrati nella collezione tutti i beni fino a quel momento messi insieme dalla famiglia di Bracciano, soprattutto da Paolo Giordano II (con le opere di Polidoro da Caravaggio), al cardinale Alessandro (di cui il Cavallo turco di Filippo Napoletano) fin anche al padre Ferdinando (il volume con le tavole di Zuccari sulla Divina Commedia). Nella quadreria di Lelio erano registrati inoltre opere di Raffaello, Sebastiano del Piombo, Tiziano, Annibale Carracci, Lorenzo Lotto, Taddeo Zuccari, Giovanni Lanfranco, Carlo Saraceni e altri, ma anche una ricca collezione di disegni, soprattutto di Annibale Carracci, apprezzata sia dal Bellori che dal Malvasia.
Altre opere tenute fuori dalla scrittura di Lelio vengono donate a personalità vicine alla famiglia, tra cui alla cognata Marie Anne de La Trémoille che le spetta il quadro di Carlo Saraceni del Diluvio, ai parenti del ramo di Gravina di Puglia (Domenico e il cardinale Vincenzo Maria, futuro papa Benedetto XIII) cui spettano rispettivamente una scena di Caccia di Antonio Tempesta e una Madonna col Bambino e angeli di ignoto, a Giovanni Francesco Albani, futuro papa Clemente XI, che riceve un'Adorazione dei magi dello Schiavone (poi nel Settecento riassegnato a Giorgione) e altre ancora per altri illustri amici del casato.
Erano inoltre escluse dal testamento di Lelio le opere ricadenti nella proprietà di Flavio, che invece custodiva soprattutto la collezione di antichità di Paolo Giordano I, tra i cui pezzi più importanti vi era il Sileno ubriaco, valutato 350 scudi e oggi all'Ermitage, ma anche preziosi dipinti come La Calunnia di Federico Zuccari, la Giuditta di Allori che fu dello zio il cardinale Alessandro, due tondi con Paesaggi di Filippo Napoletano e soprattutto l'ultimo quadro ascritto al Caravaggio citato ancora nei beni di famiglia, ossia la Cucina.

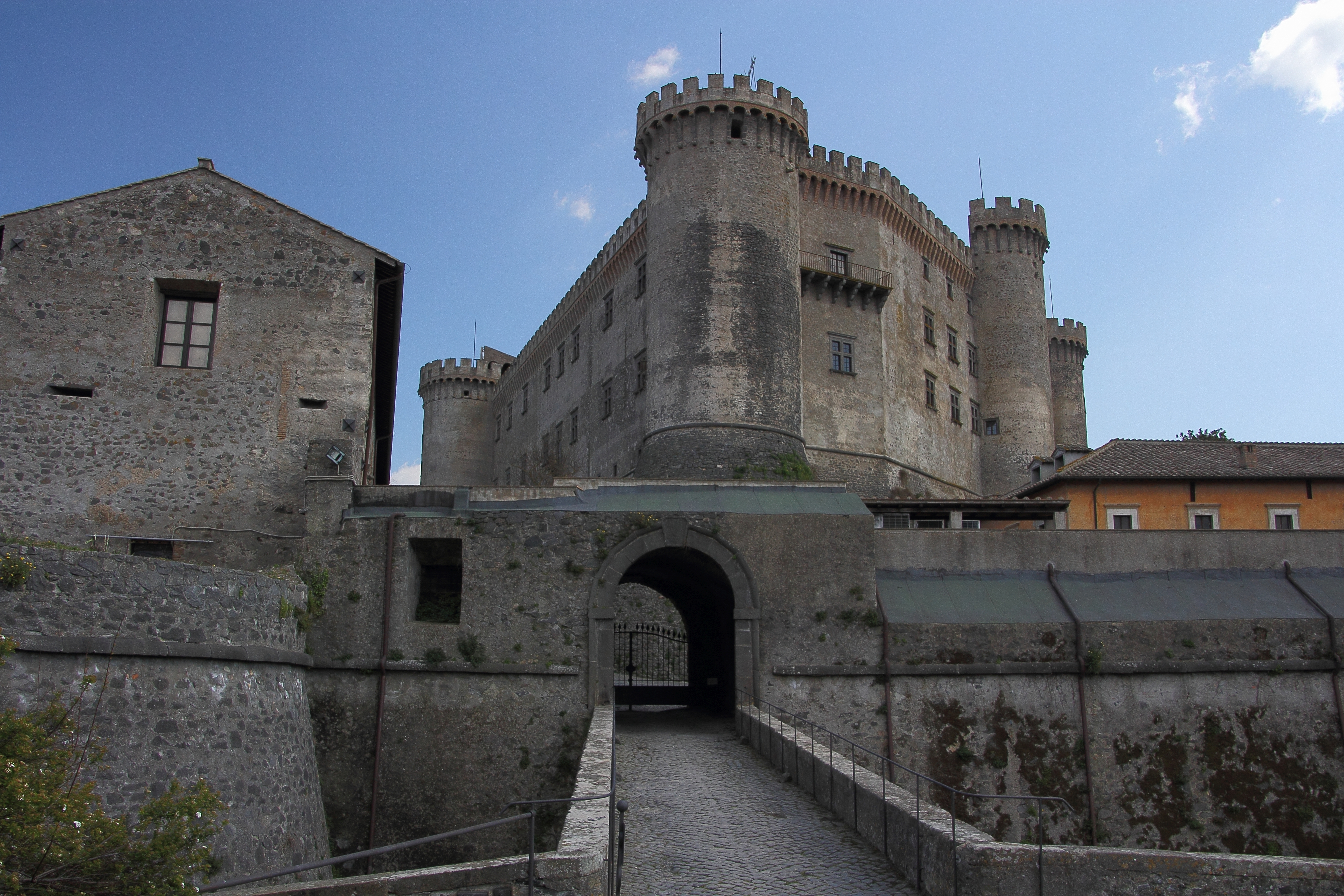
Castello Orsini di Bracciano

Nel 1697 ancora Livio Odescalchi acquista da Flavio Orsini addirittura il feudo e il castello di Bracciano, dando fine a uno dei rami familiari più importanti di Roma. Un anno dopo, nel 1698, anche don Flavio muore, ultimo duca di Bracciano e Assistente al Soglio, privo di figli e di eredi nonché di feudi, lascia la sua collezione personale alla moglie, donna dalla vita complessa che era tornata a Roma solo nel 1694 dopo una decina di anni di lontananza.
Con la morte dei due fratelli la famiglia Orsini romana si estingue definitivamente, mentre prosegue il solo ramo napoletano degli Orsini di Gravina in Puglia.

### Settecento

#### Lo smembramento definitivo della collezione di Lelio (1706)

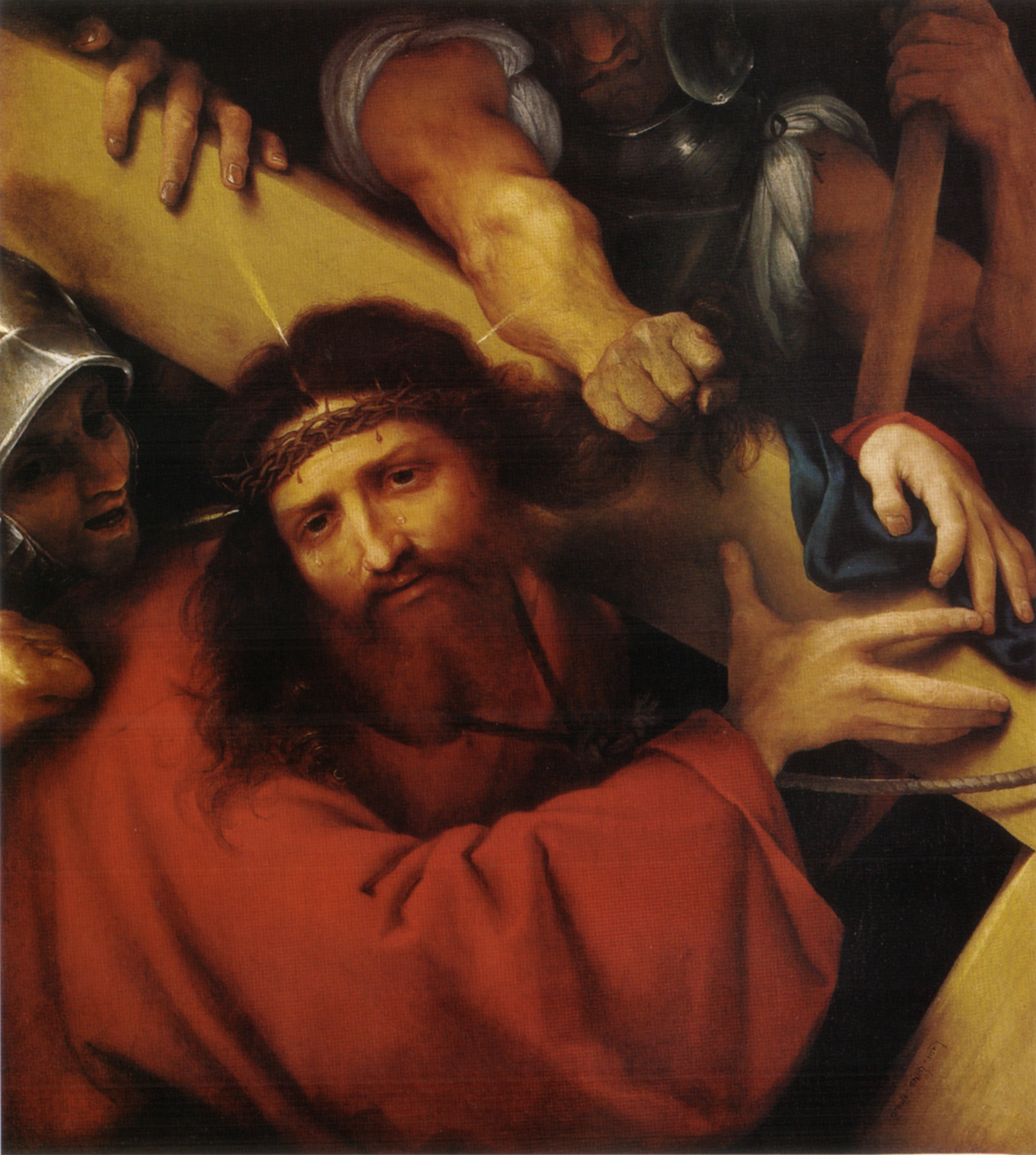
Lorenzo Lotto, Cristo portacroce, Museo del Louvre, Parigi

L'Arciconfraternita che detiene la collezione di Lelio nel giro di pochi anni cede tutte le singole opere che la compongono. Il consulente per le trattative è Giuseppe Ghezzi, che si occupa di mettere in contatto i collezionisti del tempo con l'Arciconfraternita e di dare una stima alle opere del catalogo.
I pezzi più valutati sono il Diluvio di Saraceni, 300 scudi e talmente apprezzato che la famiglia ne fece già in epoche remote una copia, due quadri di Annibale Carracci (la Natività cosiddetta La Notte, copia da Correggio, e la Deposizione), valutati 600 scudi ciascuno, Il Cristo portacroce di Lorenzo Lotto, valutato 80 scudi, mentre la Giuditta di Allori era la copia di quella di Flavio, fatta replicare anch'essa dalla famiglia in scala minore rispetto all'originale e per questo valutata solo pochi scudi.
Quest'ultima opera entrò a far parte di un lotto d'acquisto costato 50 scudi comprensivi anche di un Santo Stefano ritoccato da Annibale Carracci e altri disegni che fu comperato dal cardinale Giovanni Francesco Albani, futuro Clemente XI).

Un lotto di 38 quadri di piccole dimensioni lo compra invece Ottavia Renzi Strozzi, moglie del marchese Luigi, per i quali esborsa 358 scudi. Altri quadri andarono a collezionisti diversi dell'ambiente romano: Niccolò Maria Pallavicini acquista una Cena in Emmaus di grandi dimensioni di Jacopo Bassano e due vedute di Gaspard Dughet per 320 scudi complessivi mentre un numero sostenuto di opere se le aggiudica Juan Francisco Pacheco IV duca di Uceda, tra cui l'Autoritratto del Guercino, stimato 35 scudi, il Diluvio di Antonio Tempesta.

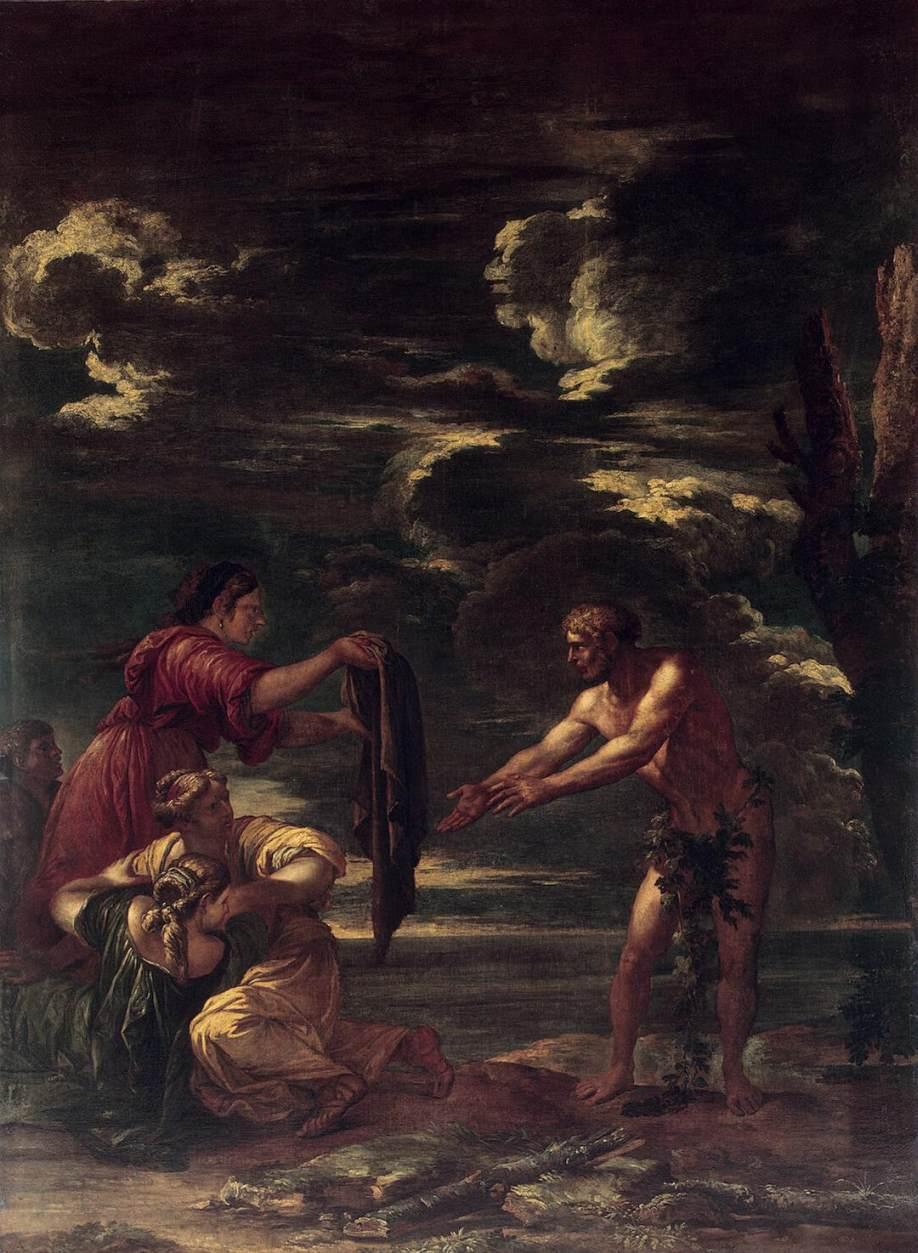
Salvatore Rosa, Incontro tra Ulisse e Nausicaa, Museo dell'Ermitage, San Pietroburgo

Le opere che non trovarono acquirenti nella prima battuta d'asta furono rimesse in vendita nel 1706, anno in cui si completa la dismissione. In quest'occasione ben 48 quadri dalla stima complessiva di circa 3.000 scudi furono comperati ancora dal duca di Uceda al costo di 927 scudi. In questo lotto erano comprese opere di scuola veneziana (Tiziano, Palma il Giovane, Tintoretto, Giorgione), quelle di Polidoro da Caravaggio, un paesaggio del Domenichino, i bozzetti per la pala della chiesa dei Fiorentini e per i cinque quadri per la cappella del Santissimo Sacramento in san Paolo fuori le mura (di cui due rintracciati oggi all'Ermitage di San Pietroburgo), due tele di Salvator Rosa (il Tizio e l'Ulisse e Nausicaa, anch'esso oggi all'Ermitage) e le due tele di Annibale Carracci con la Natività (copia del Correggio) e la Deposizione.
Le opere che non hanno trovato acquirenti neanche in questa seconda battuta d'asta rientrano nelle disponibilità dell'Arciconfraternita, di cui alcune vengono trattenute dall'istituzione stessa mentre altre vengono restituite alla cognata Marie Anne, come alcune nature morte di ambito caravaggesco meridionale, un'Adorazione del crocifisso del Tintoretto.

#### Lo smembramento definitivo della collezione di Flavio (1723)
Marie Anne de La Trémoille, chiamata “principessa degli Orsini”, una volta morto il marito si allontana ancora una volta da Roma per la volta della Spagna prima e della Francia poi: durante questo periodo intrattiene rapporti con le corti locali che causano il depauperamento parziale della collezione ereditata, poiché alcuni pezzi vengono di volta in volta donati per aggraziarsi i nobili a cui venivano avanzate richieste dalla donna. Nonostante ciò, visti gli insuccessi diplomatici sperati, nel 1720 Marie Anne fa ritorno a Roma sotto l'appoggio del nipote, figlio della sorella della nobildonna, Louise Angelique Charlotte, sposata con Antonio Lante Montefeltro della Rovere, II duca di Bomarzo.
Nel 1722 la Marie Anne muore e a quel punto anche ciò che resta della collezione di Flavio viene frammentato e ereditato dai familiari di lei, quindi dapprima dalla sorella e poi per logiche ereditare a suo figlio, entrando nelle disponibilità della famiglia Lante entro il palazzo presso piazza dei Caprettari a Roma, dove al 1766 sono segnalate alcune statue antiche già Orsini (tra cui il Perseo, il Sileno e il gruppo di Inò e Dioniso fanciullo).

#### Il ritorno degli Orsini di Gravina a Roma (1724)
Appena un anno dopo la dismissione della collezione che fu di Flavio, nel 1724, viene eletto papa Benedetto XIII, degli Orsini di Gravina, riportando in auge il casato, che torna a stanziarsi e dominare la città di Roma, dove però oramai non aveva più alcuna proprietà e neanche la storica collezione d'arte, già divorata nel mercato antiquario da collezionisti italiani e stranieri.
Con l'occasione la famiglia acquista dai Savelli il palazzo sul Teatro di Marcello, che poi sarà venduto ai Caetani dopo il 1870 e in parte ricomperato da Domenico Napoleone Orsini nel 2012 (n. 1948), XXII Duca di Gravina.

## Elenco delle opere (non completo)

### Antichità
- Apollo citaredo, non identificato
- Apollo liceo, non identificato
- Atena Orsini-Lante, Walker Art Gallery, Liverpool (dapprima trasferito in collezione Lante)
- Bassorilievo con il ritratto di Archimede, non identificato
- Busto di Faustina, non identificato
- Ercole giovane, non identificato
- Marsia scorticato, Accademia delle Arti e del Disegno, Firenze (donato nel 1586 da Virginio II allo zio Francesco I de' Medici)
- Mercurio alato, non identificato
- Minerva, non identificato
- Pallade, non identificato
- Pantera, h. 41 cm, pavonazzetto con inserti di marmo verde e giallo antico, probabilmente identificato con quello che sarà registrato nella collezione Farnese e quindi al Museo archeologico nazionale di Napoli[19][32]
- Perseo con la testa di Medusa (in origine Zeus Egioco), palazzo De Carolis, Roma
- Sileno ubriaco Orsini-Lante, Museo dell'Ermitage, San Pietroburgo
- Testa di Adriano, non identificato
- Testa di Agrippa, non identificato
- Testa di Annibale con il turbante, non identificato
- Testa di Catone, non identificato
- Testa di Giunio Bruto, non identificato
- Testa di Ippocrate, non identificato
- Testa di Plinio il Vecchio, non identificato
- Torso tipo Ares Borghese, collezione Odescalchi, palazzo Chigi Odesclachi, Roma

### Dipinti e disegni

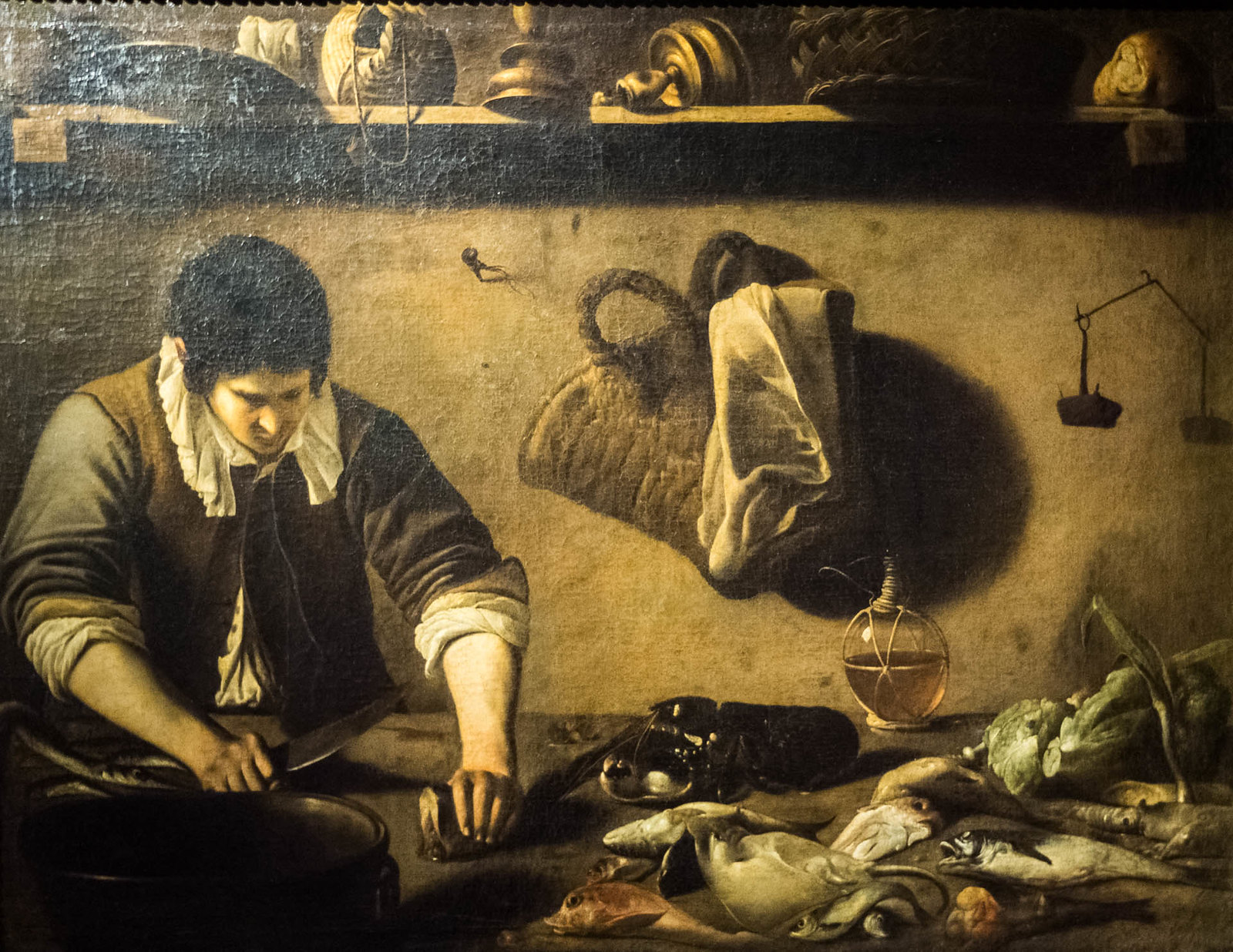
Pensionante del Saraceni, Cucina, palazzo Corsini di Firenze, forse identificabile con l'opera assegnata al Caravaggio che comparve nel 1644 tra i beni di Paolo Giordano II Orsini nel palazzo di Monte Giordano a Roma

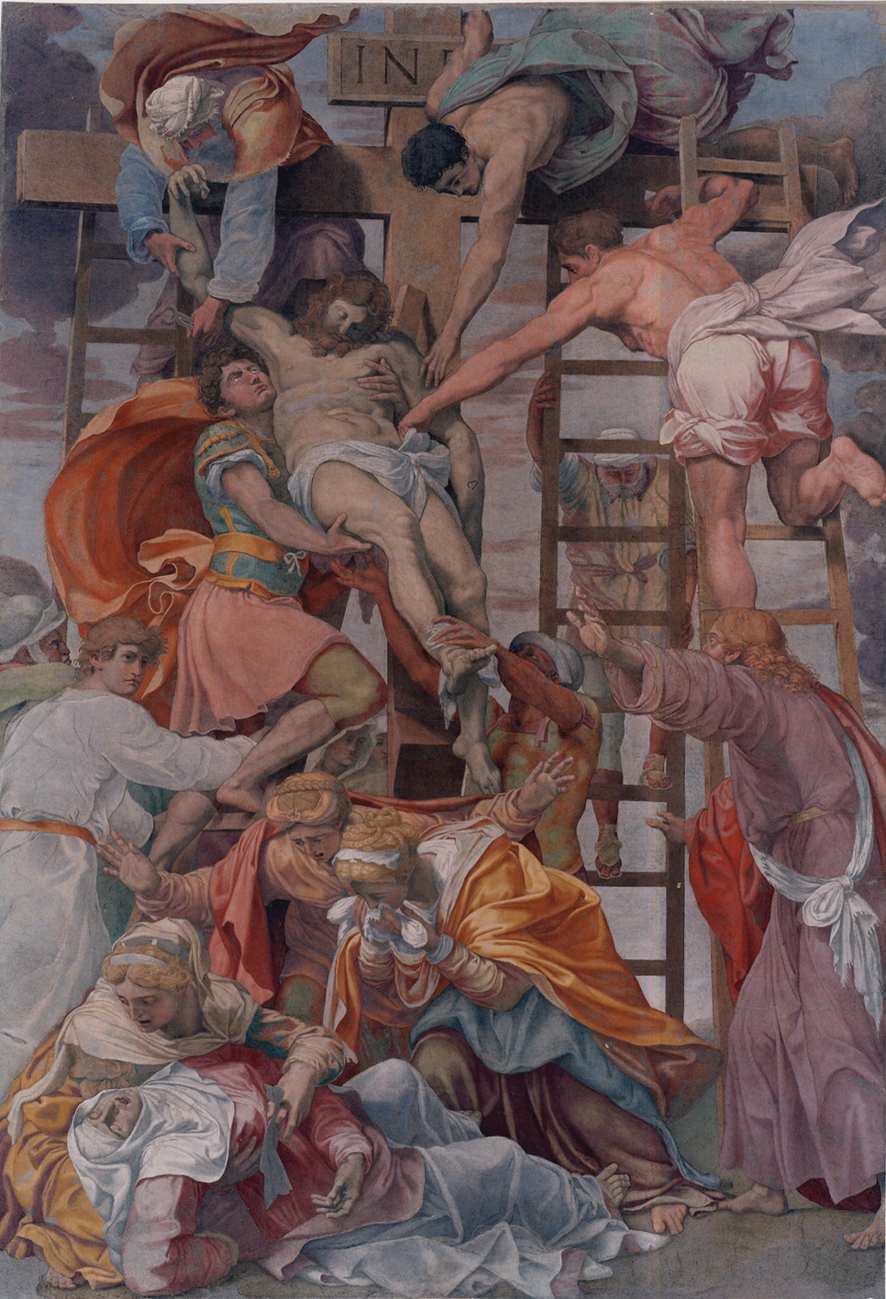
Daniele da Volterra, Deposizione, Chiesa della Trinità dei Monti di Roma, commissionata da Elena Orsini, figlia di Giovanni Francesco del ramo di Pitigliano

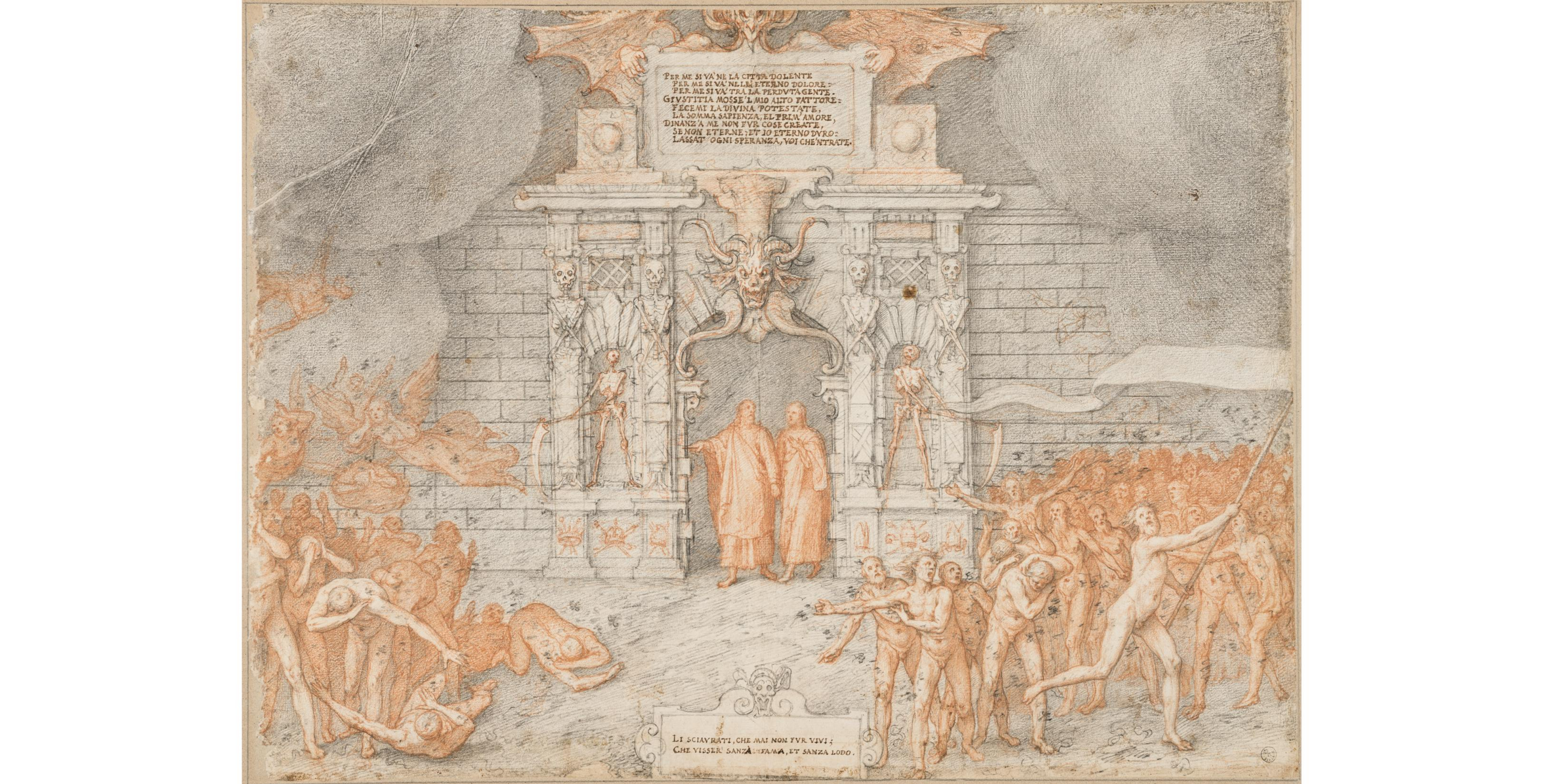
Federico Zuccari, Disegno della Divina Commedia venduta a Ferdinando Orsini

- Cristofano Allori, Giuditta con la testa di Oloferne, 1616, olio su tela, 141×117 cm, collezione Princely, Vaduz
- Anonimo, Ritratto del buffone Gonella, non rintracciato[33]
- Anonimo, Ritratto di Isabella de' Medici, 1560, olio su tela, castello Orsini Odescalchi, Bracciano
- Anonimo, Ritratto di Maria Felicia Orsini, 1650-1660, olio su tela, 250×165 cm, castello Orsini Odescalchi, Bracciano
- Anonimo, Ritratto di Paolo Giordano I Orsini, 1560, olio su tela, castello Orsini Odescalchi, Bracciano
- Lazzaro Baldi, Sacra Famiglia, non rintracciato
- Francesco Bassano, Cristo nell'orto dei Getsemani, 1580 circa, olio su lavagna, 43,3×28 cm, collezione privata, Milano
- Jacopo Bassano, Cena in Emmaus, non rintracciato
- Jacopo Bassano, Deposizione, Museo del Louvre, Parigi[34]
- Luca Cambiaso, San Francesco, non rintracciato
- Caravaggio, San Pietro martire, non rintracciato
- Caravaggio, Salvator Mundi, non rintracciato
- Caravaggio, Cucina, forse identificabile con il quadro assegnato al Merisi fino al 1917, poi riattribuito da Roberto Longhi prima al Saraceni e dal 1954 al Pensionante del Saraceni, dapprima trasferito in collezione Lante, poi in quella del conte Carlo Torre e oggi al palazzo Corsini di Firenze[23]
- Polidoro da Caravaggio, Andromeda, già in collezione del duca di Uceda, oggi non rintracciato
- Polidoro da Caravaggio, Cupido dormiente, già in collezione del duca di Uceda, oggi non rintracciato
- Polidoro da Caravaggio, Cupido in barca, già in collezione del duca di Uceda, oggi non rintracciato
- Annibale Carracci, Deposizione, già in collezione del duca di Uceda, oggi non rintracciato
- Annibale Carracci, Ercole infante stringe il serpente, già in collezione Massimo,[35] Museo del Louvre, Parigi
- Annibale Carracci, Natività (cosiddetta La Notte), copia da Correggio, già in collezione del duca di Uceda, oggi non rintracciato
- Annibale Carracci, San Giovanni Battista, già in collezione Chigi,[36] collezione privata
- Annibale Carracci, San Gregorio in preghiera, penna e inchiostro acquarellato su matita nera, 39,3×26,3 cm, Devonshire Collection, Chatsworth House
- Cavalier d'Arpino, Venere, non rintracciato[33]
- Domenichino, Paesaggio, non rintracciato
- Gaspard Dughet, Paesaggi (×2), già in collezione del marchese Niccolò Maria Pallavicini, oggi non rintracciati
- Luca Giordano, Sogno di san Giuseppe, non rintracciato
- Giorgione, Maddalena in estasi, già in collezione del duca di Uceda, oggi non rintracciato
- Gerrit van Honthorst, San Matteo e l'angelo, non rintracciato
- Giovanni Lanfranco, Mosè e gli esploratori di ritorno da Canaan, olio su tela, 38,5×43,5 cm, bozzetto del dipinto di San Paolo fuori le mura, Museo dell'Ermitage, San Pietroburgo
- Giovanni Lanfranco, Vedova di Serepta, olio su tela, 38,5×43,5 cm, bozzetto del dipinto di San Paolo fuori le mura, Museo dell'Ermitage, San Pietroburgo
- Lorenzo Lotto, Cristo portacroce, 1526, olio su tela, 66×60 cm, Museo del Louvre, Parigi
- Filippo Napoletano, Cavallo turco donato dall'imperatore Rodolfo II d'Asburgo, olio su ardesia, 17×22 cm, collezione privata
- Filippo Napoletano, Incendio di Troia, collezione privata
- Filippo Napoletano, Vascelli in tempesta, collezione privata
- Sebastiano del Piombo, Testa della Vergine, matita su carta tinta celeste, 9,2×8,4 cm, Christ Church, Oxford
- Antoniazzo Romano, Cavalcata di Gentil Virginio e l'incontro con Piero de' Medici, affresco staccato, castello Orsini Odescalchi, Bracciano
- Salvatore Rosa, Tizio mangiato dall'avvoltoio, già in collezione del duca di Uceda, oggi non rintracciato
- Salvatore Rosa, Incontro tra Ulisse e Nausicaa, 1663-1664, olio su tela, 194,5×144 cm, Museo dell'Ermitage, San Pietroburgo
- Carlo Saraceni, Diluvio, olio su tela, 115×96 cm, monastero di San Paolo, Sant'Agata sui Due Golfi
- Andrea Schiavone o Giorgione, Adorazione dei magi, olio su tela, 66×91 cm, Royal Collection, Hampton Court Palace, Londra (donata nel 1696 da Lelio Orsini al cardinale Giovanni Francesco Albani, presso la cui collezione è registrata fino al 1790 nel palazzo delle Quattro Fontane)
- Antonio Tempesta, Battaglia, non rintracciato
- Antonio Tempesta, Caccia, già indicato dal principe Lelio Orsini quale dono in favore del duca di Gravina Domenico Orsini, disattesa questa indicazione testamentario, l'arciconfraternita vende l'opera al duca di Uceda, oggi non rintracciato
- Giovanni Battista Viola, Paesaggi (×2), già in collezione Strozzi, oggi non rintracciato
- Daniele da Volterra, Deposizione dalla Croce, affresco staccato, chiesa della Trinità dei Monti, Roma[37][38]
- Federico Zuccari, La Calunnia, 1572, olio su tela, collezione Caetani, palazzo Caetani, Roma
- Federico Zuccari, n. 88 disegni con scene della Divina Commedia nel volume omonimo, 1585-1588, Gabinetto dei Disegni e delle Stampe, Firenze
- Taddeo Zuccari, Conversione di san Paolo, olio su tela, 293×338 cm, Galleria nazionale delle Marche, Urbino (in sottoconsegna alla chiesa di Santa Maria dei Servi di Sant'Angelo in Vado)
- Jacopo Zucchi (attribuito), Ritratto della principessa (Eleonora?) Orsini, olio su tela, 115,5×87,5 cm, collezione privata

## Albero genealogico degli eredi della collezione
Segue un sommario albero genealogico degli eredi della collezione Orsini, dove sono evidenziati in grassetto gli esponenti della famiglia che hanno ereditato, custodito, o che comunque sono risultati influenti nelle dinamiche inerenti la collezione d'arte. Per semplicità, il cognome Orsini viene abbreviato a "O.".
|                                                          |                                                          |                                       |                                                                                      | | | | |
|                                                          |                                                          |                                       |                                                                                      | Paolo Giordano I O. (1541-1585) (I duca di Bracciano; fu l'iniziatore della collezione col reperimento delle opere d'antichità) | | | |
|                                                          |                                                          |                                       |                                                                                      | | | | |
|                                                          |                                                          |                                       |                                                                                      | | | | |
|                                                          |                                                          |                                       | Virginio O. (1572-1615) (II duca di Bracciano; sposato con Flavia Peretti Damasceni) | Virginio O. (1572-1615) (II duca di Bracciano; sposato con Flavia Peretti Damasceni) | ...e altre due sorelle | ...e altre due sorelle | |
|                                                          |                                                          |                                       |                                                                                      | | | | |
|                                                          |                                                          |                                       |                                                                                      | | | | |
| Paolo Giordano II O. (1591-1656) (III duca di Bracciano) | Paolo Giordano II O. (1591-1656) (III duca di Bracciano) | Alessandro O. (1592-1626) (cardinale) | Alessandro O. (1592-1626) (cardinale)                                                | Ferdinando O. (?-1660) (IV duca di Bracciano) | Ferdinando O. (?-1660) (IV duca di Bracciano) | ...e altri otto fratelli/sorelle | ...e altri otto fratelli/sorelle |
|                                                          |                                                          |                                       |                                                                                      | | | | |
|                                                          |                                                          |                                       |                                                                                      | | | | |
|                                                          |                                                          | Virginio O. (1615-1676) (cardinale)   | Virginio O. (1615-1676) (cardinale)                                                  | Flavio I O. (1620-1698) (V duca di Bracciano, sposato in prime nozze con Ippoilita Ludovisi e in seconde con Marie Anne de La Trémoille, senza figli e senza eredi, alla sua morte la linea familiare di Roma si estinese; la sua quota di collezione la traferì alla moglie) | Flavio I O. (1620-1698) (V duca di Bracciano, sposato in prime nozze con Ippoilita Ludovisi e in seconde con Marie Anne de La Trémoille, senza figli e senza eredi, alla sua morte la linea familiare di Roma si estinese; la sua quota di collezione la traferì alla moglie) | Lelio O. (1623-1696) (trasferì alla sua morte la collezione di competenza all'Arciconfraternita delle Santissime Stimmate di San Francesco) | Lelio O. (1623-1696) (trasferì alla sua morte la collezione di competenza all'Arciconfraternita delle Santissime Stimmate di San Francesco) |
|                                                          |                                                          |                                       |                                                                                      | | | | |
|                                                          |                                                          |                                       |                                                                                      | | | | |
|                                                          |                                                          |                                       |                                                                                      | Alla morte di Marie Anne de La Trémoille nel 1722, la collezione che fu di Flavio venne trasferita alla sorella della donna, Louise Angelique Charlotte, confluendo poi per logiche ereditarie nelle proprietà della famiglia Lante.                                          | Alla morte di Marie Anne de La Trémoille nel 1722, la collezione che fu di Flavio venne trasferita alla sorella della donna, Louise Angelique Charlotte, confluendo poi per logiche ereditarie nelle proprietà della famiglia Lante.                                          | Entro il 1706 l'Arciconfraternita completò la vendita di tutti i singoli pezzi della collezione O. Confluita a Lelio.                       | Entro il 1706 l'Arciconfraternita completò la vendita di tutti i singoli pezzi della collezione O. Confluita a Lelio.                       |
|                                                          |                                                          |                                       |                                                                                      | | | | |
|                                                          |                                                          |                                       |                                                                                      | | | | |
|                                                          |                                                          |                                       |                                                                                      | Dal 1724 il ramo O. di Gravina portò in auge il casato con l'elezione pontificia di papa Benedetto XIII; tuttavia la collezione a quella data era già smembrata del tutto. | | | |